# Troie
Pour les articles homonymes, voir Troie (homonymie).
Cet article concerne l'histoire de la cité antique de Troie. Pour le site archéologique de Troie, situé à Hissarlik en Turquie, voir Site archéologique de Troie.
Troie (en grec ancien Τροία / Troía et en turc Truva), Ilios (en grec ancien Ἴλιος, Ílios) ou Ilion (en grec ancien Ἴλιον, Ílion), ou encore Ilium en latin, est une cité antique d'Asie Mineure.
Elle est au centre des récits et légendes notamment de la guerre de Troie, le lieu principal des événements du cycle troyen rapportés dans les poèmes épiques homériques l'Iliade et l'Odyssée.
Refondée par les Éoliens quelques siècles après son abandon, sur l'emplacement de la cité-palais de l'âge du bronze, Ilion poursuit sa vie de cité grecque au cours de l'Antiquité. Elle devient un lieu de passage prestigieux où l'on honore Athéna Ilias et les héros de la guerre de Troie, tombés au combat et réputés être enterrés dans les environs de la ville. La cité est choyée et courtisée par de nombreux souverains hellénistiques, ainsi que par Rome qui y situait les origines de son peuple, issu du prince troyen légendaire Énée.
La plupart des spécialistes du monde hittite et anatolien de l'âge du bronze assimilent Troie à la cité de Wilusa mentionnée dans les tablettes hittites et dont le roi contrôlait un territoire situé à l'ouest desdits hittites, près de l'île de Lesbos et du fleuve Caïque : la Troade. La région est aussi mentionnée dans ces documents diplomatiques sous le nom de Truwisa.
Son emplacement a été recherché depuis le XIXe siècle. Située à l'entrée de l'Hellespont, non loin de la mer Égée, au nord-ouest de la péninsule anatolienne dans la région appelée Troade, la ville de Troie est aujourd'hui localisée sur la colline d'Hisarlik, le site archéologique de Troie (en turc Hisarlık). Le lieu, occupé depuis le IVe millénaire av. J.-C., partiellement abandonné à la fin de l'âge du bronze, fut par la suite l'emplacement d'une cité grecque de l'époque classique, puis hellénistique et romaine.
Le site de Troie est classé au patrimoine mondial de l'UNESCO, pour lequel il fait partie, avec l'ensemble de la Turquie, de la région Europe et Amérique du Nord.

## Localisation
Le site de Troie — Ilion — est resté fréquenté et identifié comme tel durant toute l'Antiquité et la Troade est une région bien identifiée par les voyageurs de l'époque moderne. Mais sa localisation exacte s'est perdue à la fin de l'Antiquité et au début du Moyen Âge : la communauté grecque puis romaine abandonne le site au VIe siècle. Un évêché y subsiste néanmoins jusqu'au IXe siècle, mais l'appellation d'Ilion se perd progressivement. L'identification du site devient l'objet d'une enquête historique et archéologique au cours du XVIIIe siècle.

### À l'ère des antiquaires et du «Grand Tour»
Les premiers siècles de l'époque moderne apportent leur lot de voyageurs à la recherche de l'antique cité de Troie. Aux XVIe et XVIIe siècles, Pierre Belon et Pietro Della Valle situent Troie à l'emplacement d'Alexandrie de Troade, qui se situe à 20 km au sud d'Hissarlik.
Au milieu du XVIIIe siècle, un regain d'intérêt pour la culture classique se manifeste. L'exploration archéologique fait ses premiers pas, avec la redécouverte de grandes villes de l'Antiquité comme Pompéi et Herculanum, respectivement découvertes en 1748 et 1738. Les récits d'Homère et de Virgile incitent quelques voyageurs à chercher les ruines de Troie. En 1776, l'aristocrate français Choiseul-Gouffier, analysant l'Iliade, suggère que les ruines de Troie pourraient être enterrées sous un monticule proche d'un petit hameau turc, Bunarbashi, situé à cinq kilomètres d'Hissarlik, à dix kilomètres de la mer Égée et à treize kilomètres du détroit des Dardanelles. Plus tard, cette théorie sera popularisée par son collaborateur Jean-Baptiste Le Chevalier et trouvera crédit chez les hellénistes du XIXe siècle. Il publie son hypothèse dans Voyage de la Troade et la localisation qu'il propose reste majoritairement admise pendant près d'un siècle.

### Romantisme et premières fouilles
En 1801, les savants britanniques Edward Daniel Clarke et John Martin Cripps avancent l'hypothèse que la cité doit se trouver sous une autre colline, plus proche de la côte, que les Turcs appellent Hissarlik. D'autres travaux, notamment ceux du journaliste écossais Charles Maclaren (1822), et de Gustav von Eckenbrecher (1842), vont dans le même sens.
Au fil des ans, plusieurs explorateurs se rendent sur place pour rechercher des traces de la guerre de Troie. En 1810, Lord Byron fait une lecture publique de l'Iliade sur les lieux supposés des événements. En 1847, Thomas Burgon publie un rapport sur des fragments de céramiques trouvés dans la zone d'Hissarlik. Grâce à ses recherches, des universitaires se montrent moins sceptiques, et c'est ainsi que Charles Thomas Newton, qui sera par la suite conservateur des antiquités grecques et romaines du British Museum, compare les découvertes de Burgon avec les céramiques trouvées en Égypte. Il conclut qu'elles datent du XIVe siècle av. J.-C.

### Les fouilles de Calvert
En 1863-1865, le Britannique Frank Calvert, dont la famille est propriétaire de la moitié de la colline d'Hissarlik, confirme que celle-ci est une élévation artificielle formée des ruines enterrées, qu'il localise au cours de quatre fouilles sommaires. Le rôle de Calvert dans la redécouverte archéologique de Troie a été longtemps éclipsé par le succès médiatique de Heinrich Schliemann. Son apport décisif sera cependant réévalué à la fin du XXe siècle. Autodidacte, Calvert mène de nombreuses fouilles en Troade, notamment à Hissarlik où il organise des prospections avec son frère, agent consulaire pour les États-Unis dans la région. Son travail et ses explorations de Hissarlik achèvent de convaincre Schliemann qu'il s'agit bien de Troie.

### Les fouilles de Schliemann: les neuf cités

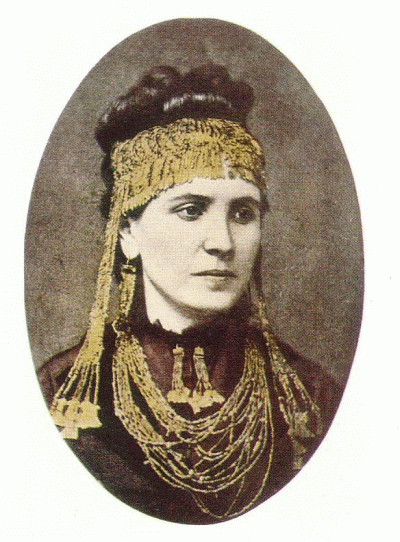
Sophia Schliemann portant les « bijoux d'Hélène », ensemble issu du trésor de Priam.

En 1868, Heinrich Schliemann, armateur, marchand et archéologue amateur, rend visite à Calvert. Il lui demande l'autorisation de fouiller à Hissarlik, étant convaincu que les événements décrits dans l'Iliade et l'Odyssée peuvent être vérifiés par l'archéologie. Il finance les fouilles avec sa propre fortune. Il divorce et se remarie avec la jeune Sophia, qui l'accompagne dans les nombreuses campagnes de fouilles.
De 1871 à 1873 et de 1878 à 1879, Schliemann fait creuser de grandes tranchées. Il met au jour une série de villes empilées et enchevêtrées les unes dans les autres, sur une colline artificielle de vestiges accumulés au cours des millénaires. Il exhume de nombreux édifices qui remontent à l'âge du bronze et jusqu'à l'époque romaine tardive. De nombreuses inscriptions en grec et en latin sont exhumées. Schliemann est le premier à séquencer le site en neuf phases, de Troie I à Troie IX. Cette stratigraphie est toujours utilisée, bien que révisée et ayant fait l'objet de subdivisions plus précises.
Dans les ruines de Troie II, il découvre de nombreux objets précieux en or, en argent et en bronze. Cet ensemble considérable de pièces d'orfèvrerie et de bijouterie, qu'il baptise « trésor de Priam », lui fait penser que le niveau de Troie II est celui de la Troie homérique. Cependant, les niveaux de Troie II sont bien plus anciens que les datations généralement retenues pour les événements décrits par Homère, qui correspondent en réalité à la période d'occupation de Troie VII,.
L'identification du site d'Hissarlik à la cité légendaire de Troie est alors largement diffusée. Elle reçoit l'approbation d'une grande partie de la communauté scientifique, notamment du fait des inscriptions en grec et en latin qui mentionnent toutes le nom de la cité à l'époque classique, hellénistique et romaine : Ilion / Ilium, le nom antique le plus répandu de Troie.

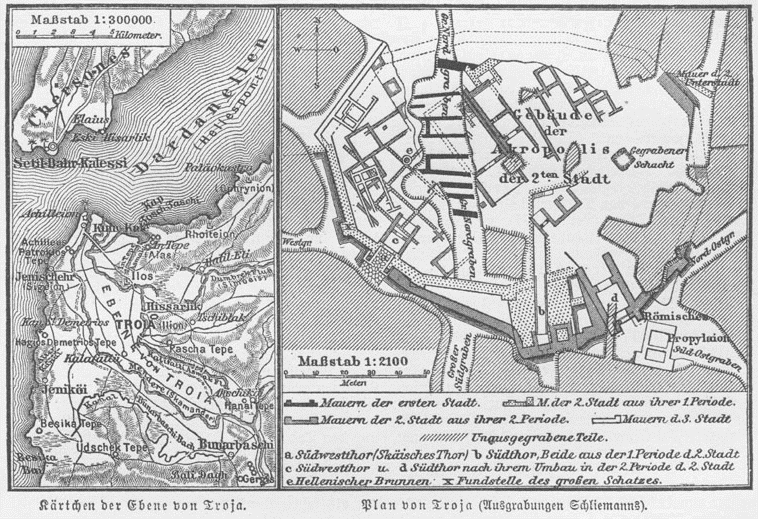
Carte de 1888 situant Troie à l'emplacement du site archéologique d'Hissarlik.
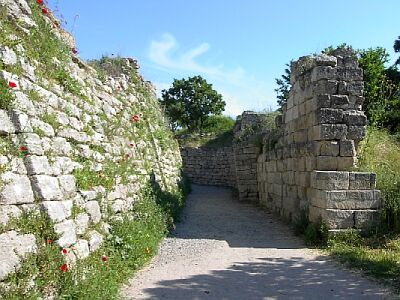
Reste des remparts de Troie VII (à gauche), identifiée comme la Troie homérique, vers 1200 av. J.-C.

### Après Schliemann

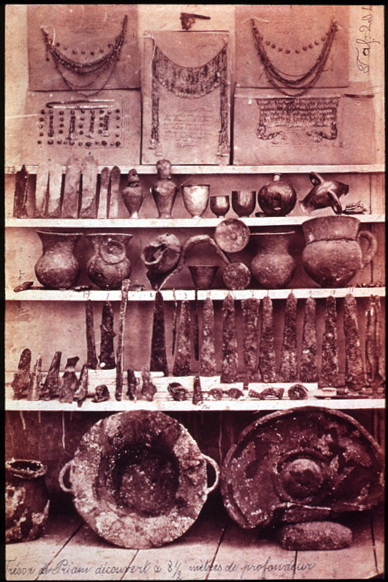
Le trésor de Priam, découvert par Schliemann dans les ruines de Troie II.

À l'invitation de Schliemann, Wilhelm Dörpfeld rejoint les fouilles en 1893. Il hérite de la direction de celles-ci et mène des fouilles pendant plusieurs décennies, concentrant ses travaux sur Troie VI.
Dans les années 1930, les fouilles sont encadrées par l'Université de Cincinnati, sous la direction de Carl Blegen. Ils appliquent aux fouilles de Troie un cadre méthodologique moderne, scientifiquement plus poussé que la méthode Schliemann. Blegen publie un phasage étendu de l'acropole d'Hissarlik : il divise les 9 villes de Troie de Schliemann en 46 subdivisions plus fines des vestiges,.
Les fouilles de Troie sont dirigées ensuite, de 1988 au début des années 2000, par Manfred Korfmann, à la tête d'une équipe binationale mêlant des membres de l'Université de Cincinnati et de l'Université de Tübingen. Korfmann confie à Charles Brian Rose les fouilles des niveaux postérieurs à l'âge du bronze. Les travaux de Korfmann et de Rose permettent progressivement d'affiner le faciès archéologique et la datation des vestiges de chaque phase, et permettent de mettre au jour de nouveaux édifices. Le site est classé au patrimoine mondial de l'Unesco en 1988. Il constitue une trace historique majeure des contacts entre Anatolie et monde méditerranéen antiques, de par ses échos dans la littérature au cours des millénaires, et de par la formidable architecture qui s'y trouve toujours, accessible au public.

## Toponymie
Si le nom actuel de Troie est unanimement utilisé, comme tel et dans ses variantes, dans la plupart des langues modernes, le nom antique de Troie est multiple, selon la langue, le type de document historique (tablette, poésie, inscription, monnaies, etc.) dans lequel la cité est nommée, ou l'époque de l'Antiquité (âge du bronze, époque archaïque, époque romaine).

### Dans la documentation cunéiforme et hiéroglyphique
Dans les années 1920, le Suisse Emil Forrer propose d'identifier les toponymes hittites Wilusa et Taruisa, deux noms attestés dans la documentation en langue hittite sur tablette d'argile, avec les noms de Ilion et de Troia respectivement. Il est le premier à proposer la transcription du nom de souverain anatolien Alaksandu en Alexandros (par ailleurs autre nom de Pâris dans l'Iliade). Ce nom est en effet mentionné dans un traité en langue hittite.
En 1999, après plusieurs décennies de débats sur ces identifications, Trevor Bryce, un hittitologue australien, propose, dans son ouvrage The Kingdom of The Hittites, de localiser le royaume de Wilusa dans la région désignée dans la lettre écrite par un roi client des Hittites, un certain Manapa-Tarhunda,, au souverain hittite, vers 1295 av. J.-C., et faisant allusion à « une terre au-delà de la rivière Caïque et près de l'île de Lesbos ». La lettre mentionne par ailleurs un autre souverain de Wilusa, Piyama-Radu, selon une autre lettre écrite par un certain Tawagalawa. Le nom Piyama pourrait avoir donné le nom de Priam dans les épopées homériques,,.
La « lettre de Tawagalawa » (CTH 181) contient la correspondance entre un roi hittite, Hattusili III (règne : 1265-1240 av. J.-C.) ou Muwatalli (règne : vers 1296-1272), et un « roi des Ahhiyawa » au sujet d'un épisode militaire conflictuel avec Wilusa. L'identification des Ahhiyawa avec les Achéens d'Homère demeure controversée,,,. Le roi de Milet, autrement appelée Milawata dans la correspondance diplomatique hittite, est, selon cette lettre, l'auteur d'une campagne militaire contre Wilusa, alliée historique du royaume des Hittites. Tawagalawa est par ailleurs la transcription, en hittite, du nom grec Étéocles, Etewoklewes dans les sources grecques mycéniennes,.
Si cette identification Ilios - Wilusa / Troia - Taruisa est toujours pour l'heure source de débats historiographiques et linguistiques dans la communauté des linguistes et des historiens, elle demeure très majoritairement admise, et fournit ainsi un arrière-plan géopolitique et diplomatique de premier intérêt pour la compréhension des relations entre états vassaux anatoliens, grands royaumes orientaux et monde mycénien au cours du IIe millénaire, censément l'époque à laquelle se serait déroulée la légendaire guerre de Troie,.
Les inscriptions égyptiennes du Nouvel Empire évoquent quant à elles un peuple appelé les Tursha / Teresh (T-R-S), issu des peuples de la mer et qui ont attaqué l'Égypte pendant les XIXe et XXe dynasties. La proximité phonétique entre la région de la Taruisa hittite et les Tursha / Teresh en égyptien a incité les historiens à penser qu'il s'agit peut-être du même peuple, venu de l'Anatolie occidentale et ayant mené des expéditions maritimes. Une inscription de Deir el-Medina évoque ainsi la victoire de Ramsès III sur les peuples de la mer, dont ces Tursha ([twrš3] en égyptien). Une stèle de Mérenptah commémore, elle, une victoire sur les Teresh ([trš.w] en égyptien) vers 1220 av. J.-C..

### Dans la littérature homérique
Dans les poèmes homériques l'Iliade et l'Odyssée, la métrique rigoureusement suivie par le genre poétique suggère que le nom de Troie, Ilion, Ἴλιον, était à l'origine marqué par un digamma initial, transcrit Ϝίλιον (Wilion) ; le nom hittite de Troie, Wilusa, indique une prononciation similaire,.
La cité mentionnée pour la première fois par Homère dans la littérature grecque est nommée de différentes manières, selon les auteurs et selon les filiations mythologiques auxquelles ces derniers se raccrochent pour identifier les origines de Troie :
- Teucrie par les poètes, du nom de son premier roi mythique, Teucros de Phrygie, chez Apollodore, Diodore de Sicile, et Virgile ;
- Ilios (en grec ancien Ἴλιος, Ílios) ou Ilion (en grec ancien Ἴλιον, Ílion) qui, selon les linguistes, pourrait dériver du hittite Wilusa ou, selon la mythologie, du nom de son fondateur : Ilos, héros éponyme de la cité ;
- Ilium, du nom de la cité romaine refondée à l'emplacement de Troie à l'époque impériale, ayant notamment produit un monnayage.

### Étymologie
L'étymologie du nom de Τροία / Troía / Troie pourrait avoir deux origines :
- le toponyme dériverait du hittite Taruiša (« rivières ») selon les linguistes[36] ;
- il dériverait de l'anthroponyme Tros, l'un des héros mythologiques de Troie, toujours selon Apollodore, Diodore de Sicile, Virgile, et d'autres auteurs comme Plutarque.

## La Troie légendaire
L'histoire de Troie est l'objet de plusieurs traditions. La cité, au centre du cycle troyen, est très largement mentionnée dans le cadre de légendes, mythes et guerres dont l'historicité est discutable, mais dont le contenu raccroche la ville à la très grande majorité des héros grecs et à de nombreux dieux. Sur la fondation, l'histoire et la destruction de la Troie légendaire, les auteurs antiques ont abondamment écrit, non seulement Homère, mais aussi de nombreux auteurs de la tradition post-homérique, jusqu'à la fin de l'époque romaine et même au cours de l'époque byzantine.
Commentaires sur les personnages, interprétations concurrentes, généalogies modifiées, ordre chronologique des événements sont autant de points sur lesquels les auteurs se livrent à de nombreux commentaires érudits. Ces légendes font l'objet de nombreuses études d'analyse du mythe, selon un angle comparatiste, structuraliste, fonctionnel, politique, faisant de l'histoire de Troie un réceptacle fécond pour l'étude des catégories mentales grecques antiques.

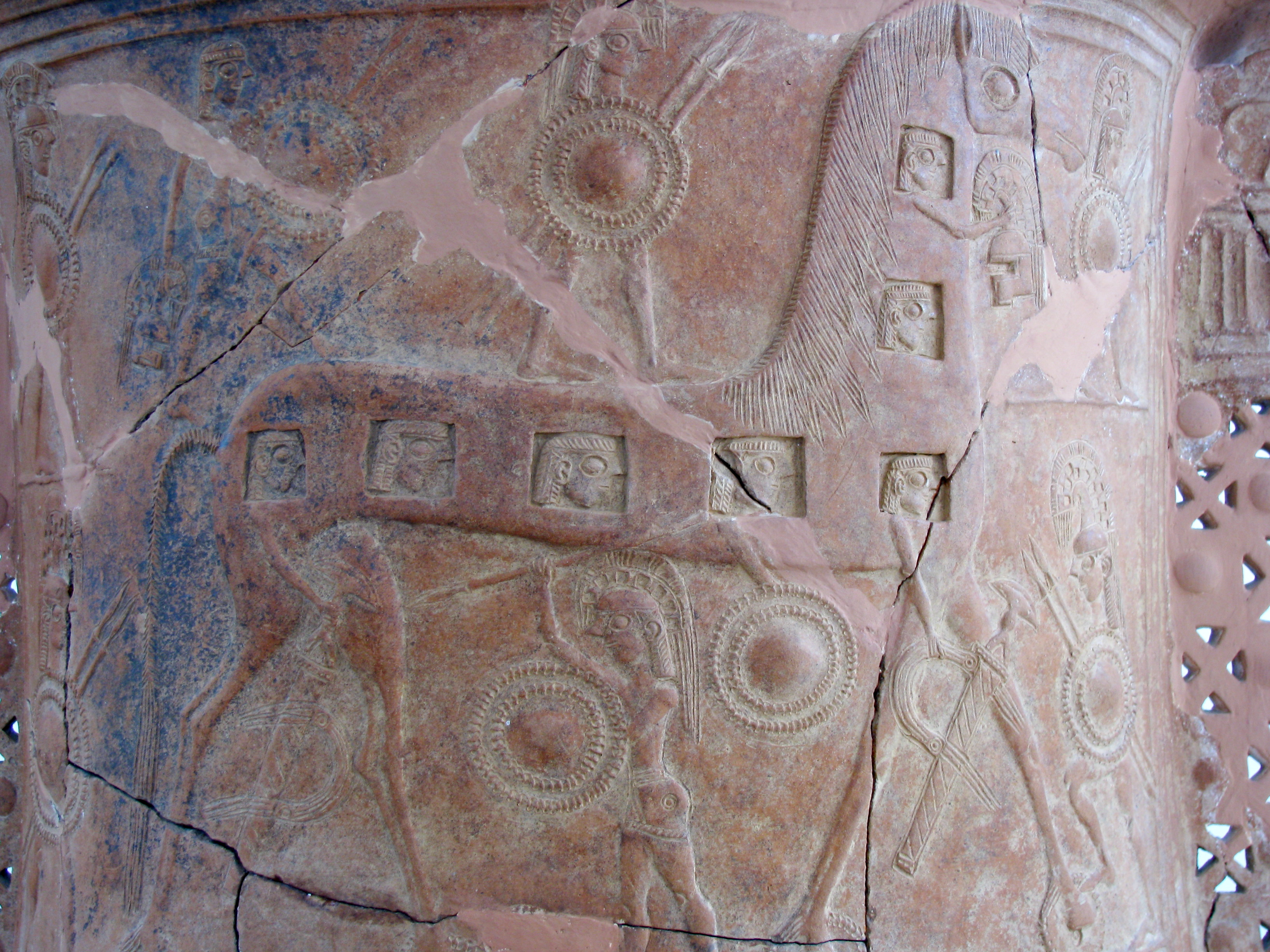
Le vase de Mykonos, musée archéologique de Mykonos (Inv. 2240), portant sur sa panse une des représentations les plus anciennes du cheval de Troie, vers 670 av. J.-C.
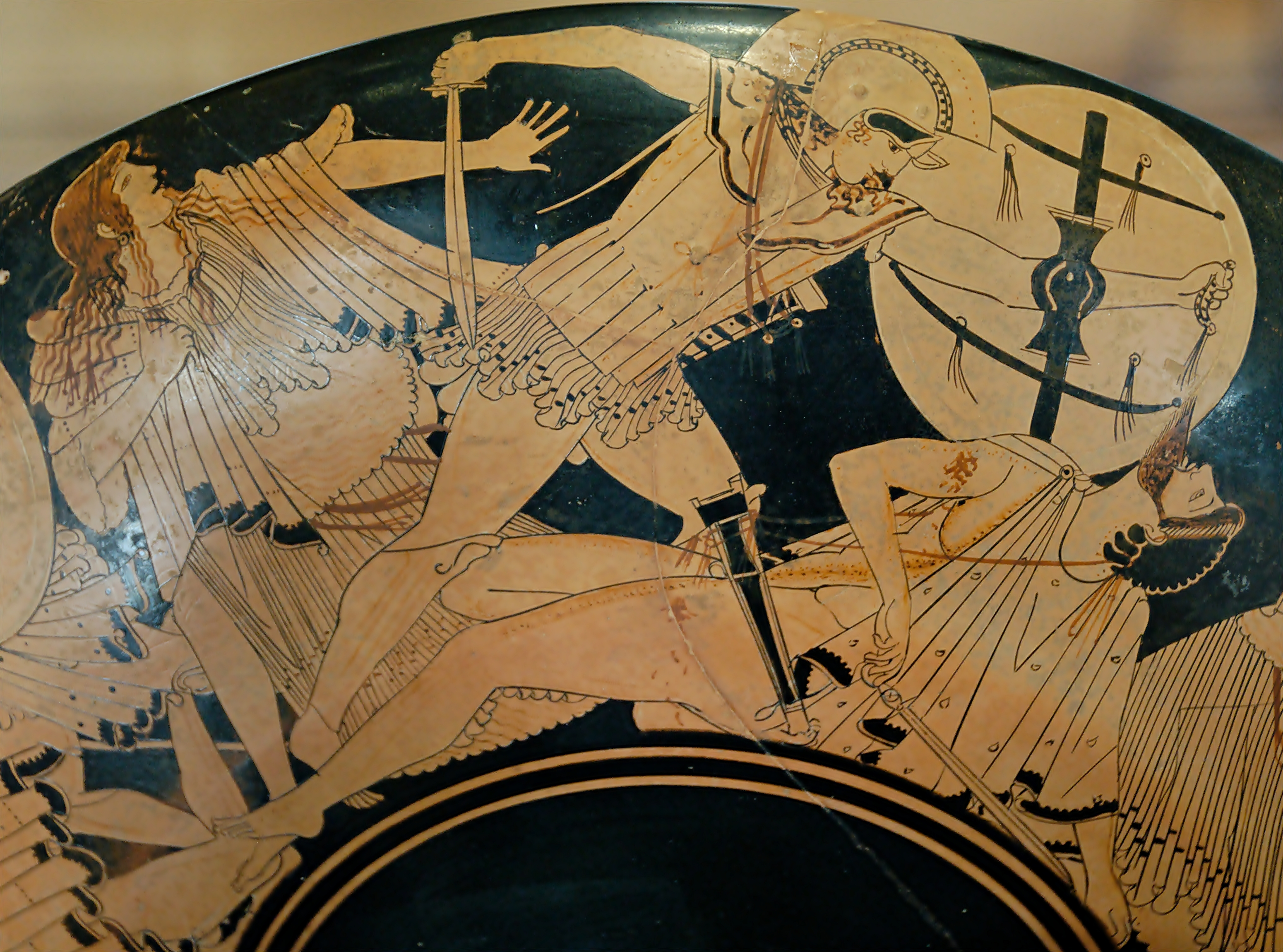
Le sac de Troie, par le peintre de Brygos, face A d'un kylix attique à figures rouges, vers 490 av. J.-C. Provenance : Vulci.
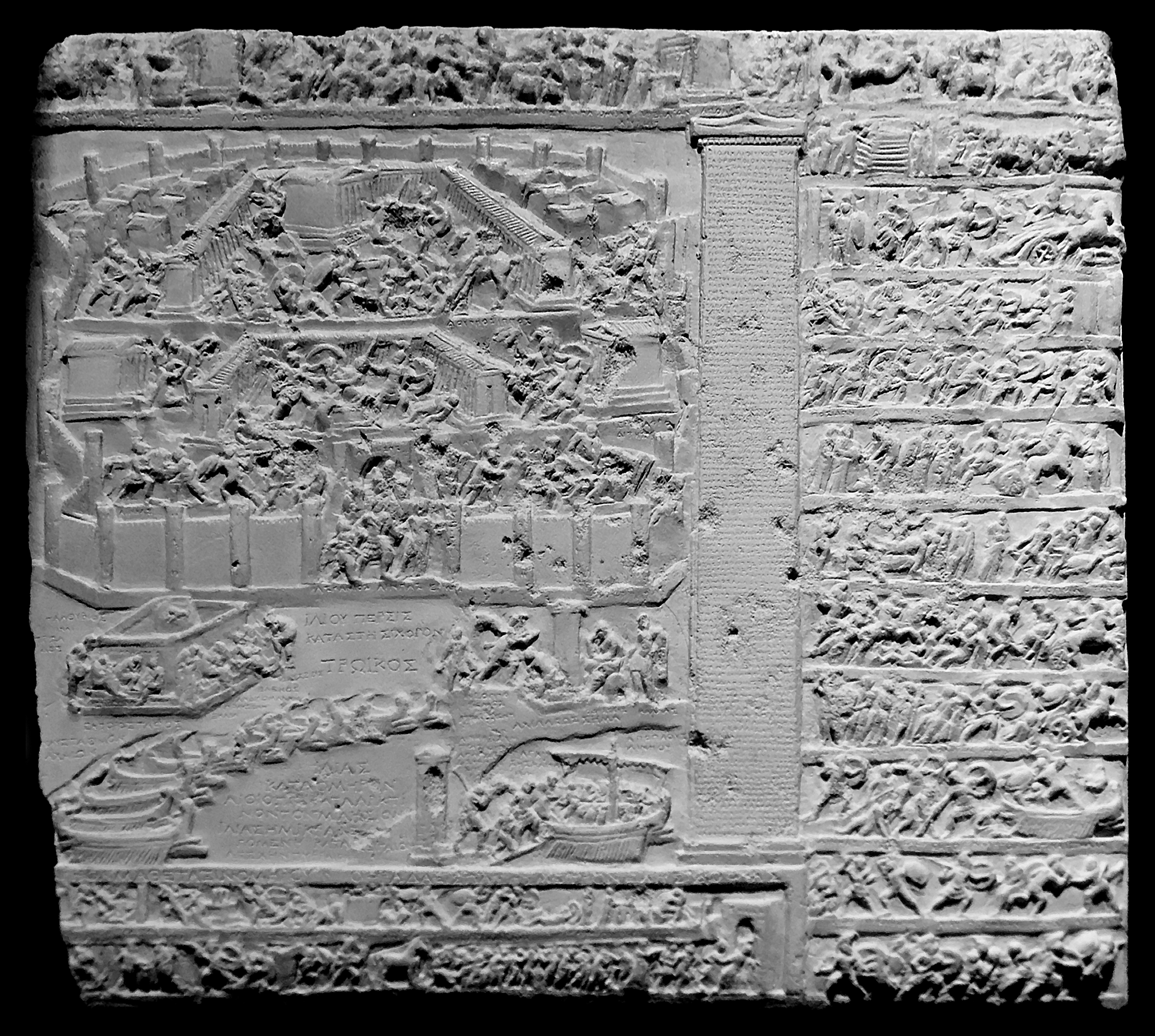
Table iliaque : bas-relief illustrant des scènes des poèmes homériques et du cycle troyen – ici, de l'Ilioupersis, de l'Iliade, de la Petite Iliade et de l'Éthiopide. Calcaire, œuvre romaine, Ier siècle av. J.-C.
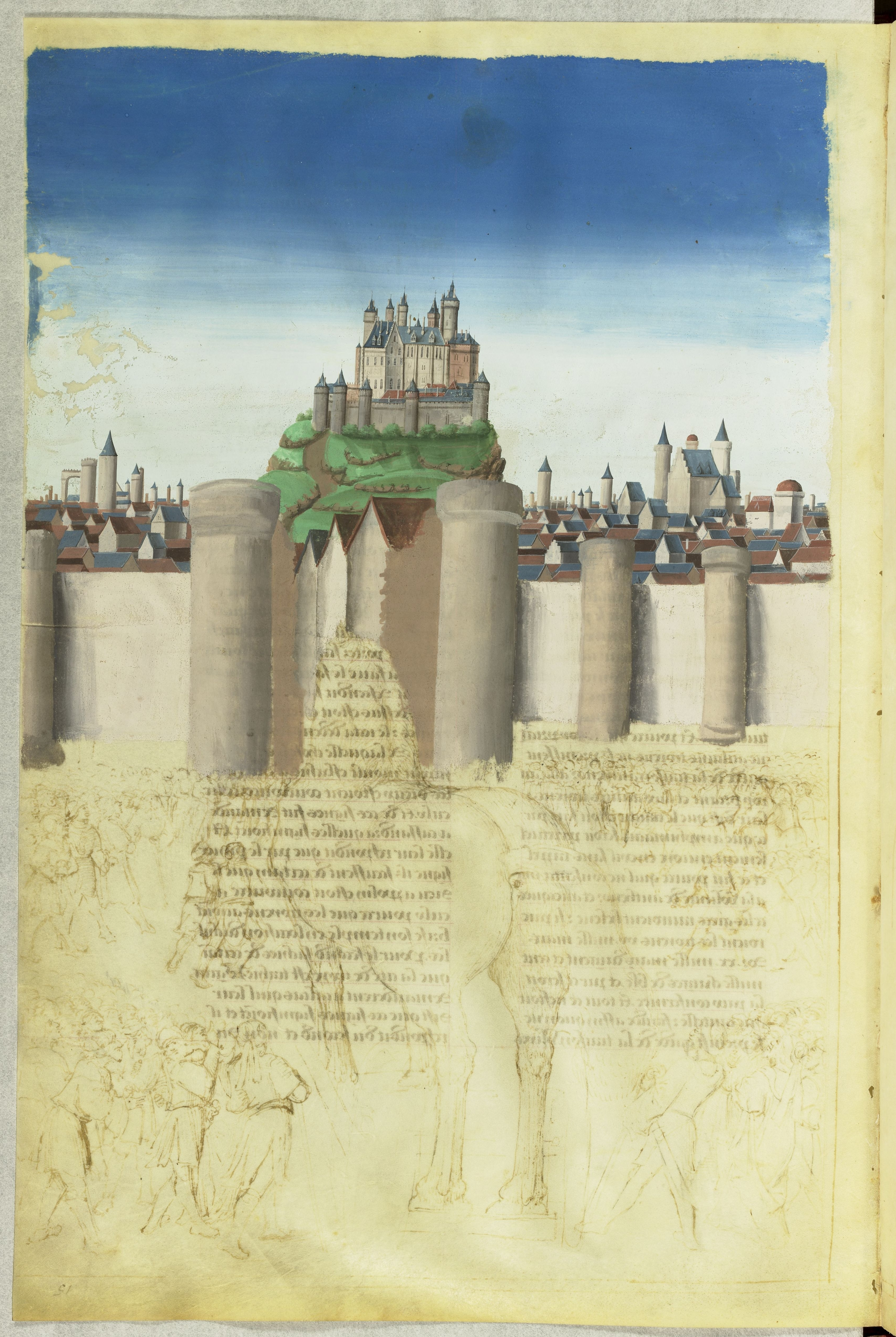
Siège de Troie : miniature extraite de l'Histoire de la destruction de Troye la grand, vers 1493-1500, enluminure sur parchemin, Nouv. Acqu. Fr. 24920, folio 41 verso (BNF).

### Fondation

#### Origines de la dynastie
Dans la mythologie grecque, Ilos (en grec ancien Ἶλος / Îlos), parfois nommé Ilion, fils de Tros et de Callirrhoé, est le fondateur mythique de Troie (ou Ilion). Il est marié à Eurydice, fille d'Adraste, de qui il a un fils, Laomédon, et une fille, Thémisté.
Son père, Tros (en grec ancien Τρώς / Trốs), est le héros éponyme de la Troade et de Troie. Tros était le fils d'Érichthonios et d'Astyoché, et donc le petit-fils de Dardanos, héros éponyme de la Dardanie, fils de Zeus et de la pléiade Électre. Dardanos avait fui le déluge et trouvé asile auprès du roi Teucros de Phrygie. Après la mort de Teucros, il devint le seul héritier, en se mariant avec Batia, la fille du roi Teucros.

#### La fondation de la ville
Selon le pseudo-Apollodore, Ilos prit part à des jeux organisés par le roi de Phrygie où il remporta le concours de lutte. Il reçut en récompense cinquante jeunes hommes et cinquante jeunes filles. Le roi, faisant suite à un oracle, lui donna également une vache en lui disant de fonder une ville là où l'animal se coucherait ; cela se produisit finalement sur une colline nommée Até (« Folie », d'après la déesse éponyme). Se conformant à l'oracle, Ilos entreprit de dessiner les fondations d'une ville, et pria Zeus de lui envoyer un signe afin de témoigner de sa faveur. Tombant du ciel, la statue du Palladium (représentant Pallas Athéné en armes) apparut devant sa tente. Il décida de consacrer un temple à la déesse afin de l'honorer (la statue conférait l'inexpugnabilité à Troie).
Selon une autre légende, rapportée par Plutarque, il devint aveugle en sauvant le Palladium d'un incendie (il était interdit aux hommes de le regarder). Il retrouva par la suite la vue par l'entremise de sacrifices expiatoires.
Dans l'Iliade, il est fait référence, à de nombreuses reprises, au tombeau d'Ilos situé dans la plaine de Troie à proximité d'un gué pour traverser le Scamandre. Au IVe siècle av. J.-C., le philosophe Théophraste mentionne des arbres vieux et vénérables existant sur la tombe d'Ilos à Ilion.
La cité est parfois nommée Pergame, du nom de sa citadelle (Πέργαμος / Pérgamos,,). Pergame est le surnom de Troie et il ne faut pas le confondre avec le nom d'une autre forteresse, Pergame, plus au sud.

### Le règne de Laomédon
Laomédon, le fils d'Ilos, lui succède sur le trône comme second roi mythique de Troie (daté par certains des XIVe et XIIIe siècles). Il est le père de Priam, roi de Troie au cours de la guerre contre les Grecs, et d'Hésione, qu'il fait enchaîner à un rocher, la sacrifiant au monstre marin Céto envoyé par Poséidon en colère. Elle est sauvée grâce à l'intervention d'Héraclès. Cependant, l'attitude de Laomédon est à l'origine de bien des troubles pour Troie : son histoire met souvent en avant sa mauvaise foi et ses parjures à l'encontre des dieux et d'Héraclès, du fait des promesses non tenues par le roi envers les dieux,,,,.

#### La construction des remparts

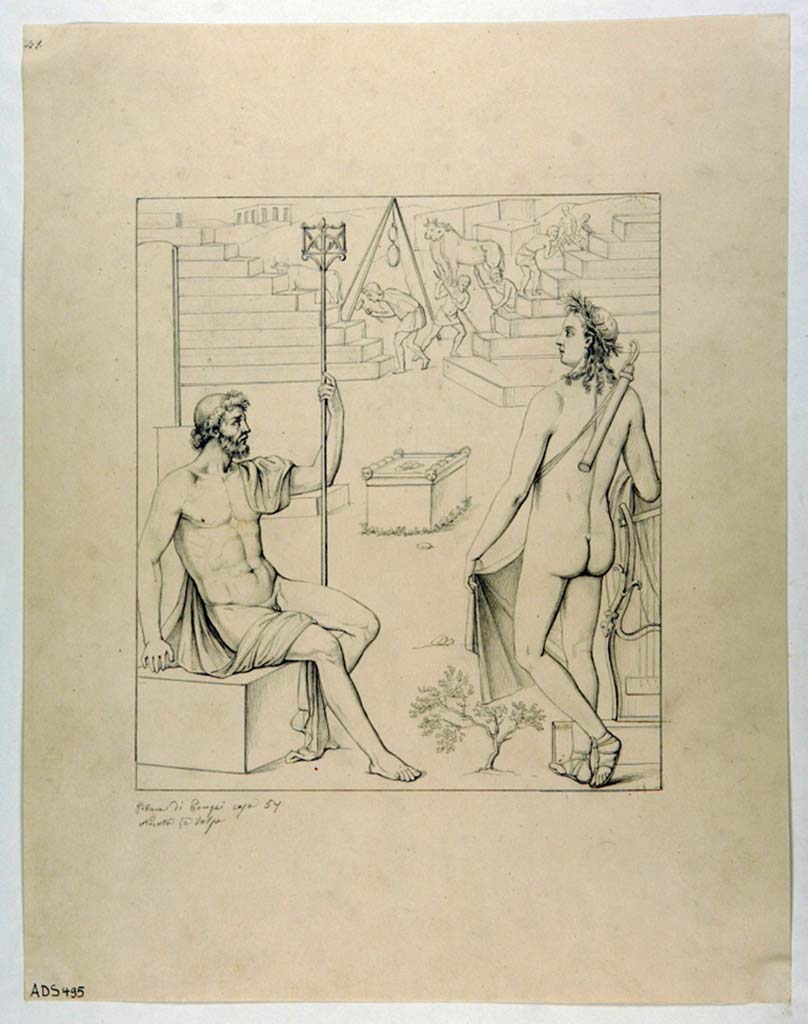
Poséidon et Apollon bâtissent les remparts de Troie. Pompéi, Maison du Poète Tragique, exèdre 10, panneau central du mur ouest.

Laomédon fait rapidement construire le mur de Troie qui encercle sa ville et doit la rendre inviolable.
Ces remparts suscitent l'admiration par leur hauteur et leur réputation d'inviolabilité. On attribue alors leur construction aux dieux Apollon — le dieu tutélaire de la région — et Poséidon — le dieu de la mer,.
Selon Homère, ils sont, l'un et l'autre, exilés par Zeus de l'Olympe pour une année entière. Ils sont contraints par Zeus de se faire serviteurs chez les hommes et de travailler contre un salaire. Ils arrivent chez Laomédon et doivent alors obéir à ses ordres,,,,,,,,,,,. Refusant cependant de les rétribuer, Laomédon attire leur courroux sur lui et ses sujets.
Toujours selon Homère, c'est seulement Poséidon qui érige les murailles troyennes alors qu'Apollon fait plutôt paître ses troupeaux près du mont Ida de Troade,,,. Ainsi Troie est-elle parfois surnommée la Citadelle de Poséidon,,. La tradition fait tantôt des deux dieux les constructeurs du mur, tantôt d'Apollon un simple berger et Poséidon le bâtisseur, comme si le premier était honoré et soustrait du servage, l'autre devant travailler à la construction du mur,. Laomédon fait appel à un troisième constructeur selon le poète Pindare : alors que les dieux s'apprêtent à achever la ceinture murée de la ville telle une couronne, le roi d'Égine, Éaque, dont le royaume insulaire se trouve au sud d'Athènes en Grèce, se voit appelé — voire sommé — et associé au travail divin.
L'épisode de la construction des murailles de Troie a fait l'objet de nombreux commentaires : Pierre Commelin suggère que c'est Apollon qui érige les murailles tandis que les grandes digues que Laomédon fait aussi bâtir contre les vagues passent pour l'ouvrage de Poséidon,.
Selon Eustathe de Thessalonique, érudit et ecclésiastique byzantin qui commente les récits d'Homère au XIIe siècle, deux ouvriers auraient œuvré à construire le mur sans en attendre de salaire et auraient voué leur travail aux deux dieux Poséidon et Apollon, c'est à partir de cela que le mythe se serait développé. Cette lecture s'inscrit dans une perspective évhémériste. Eustathe de Thessalonique démythifie plus avant l'épisode de la construction des murailles en suggérant que Laomédon aurait pris les richesses des temples d'Apollon et de Poséidon pour financer son mur et le développement de sa ville, d'où la colère des dieux dans les légendes ; une scholie commente le mythe en affirmant que les poètes antiques ont simplement personnifié les dieux alors que Laomédon aurait simplement vendu sur la place publique les richesses des fêtes sacrificielles dédiées et amassées dans les temples consacrés à ces dieux dans la ville haute (l'acropole),, ; Laomédon se serait ainsi rendu coupable de prédation sur les biens des temples et aurait détourné leurs richesses : il aurait promis de grandes constructions aux dieux et en aurait utilisé le bénéfice pour le dépenser afin de terminer son mur.
Paléphatos, cité par Eustathe de Thessalonique, partisan d'une lecture evhémériste du mythe de la construction des remparts de Troie, ne croit pas non plus à la participation des dieux à la construction de l'édifice. Il considère, lui, que c'est parce que Laomédon a fait usage de la richesse du temple de ces divinités, afin de construire les fondations de ses murs, que ces ouvrages auraient donné une apparence concrète et matérielle aux dieux. Selon lui, si Poséidon est associé à la construction du rempart, c'est en raison de l'eau utilisée pour faire de l'argile ou du gypse, un liant pour les pierres (par le biais d'un enduit argileux ou d'un mortier de chaux). De cette même façon, selon lui, la chaleur ambiante dispensée par le Soleil fait consolider l'ensemble en le desséchant donc et ainsi Apollon devient acteur de la construction du mur par son pouvoir solaire.
L'introduction du personnage d'Éaque participant aux côtés des dieux Apollon et Poséidon à la construction des murs est, pour certains (peut-être le grammairien Didymus Chalcenterus), un ajout de Pindare pour justifier un point faible dans la muraille — et par la même occasion magnifier les portions divines — et par lequel cette partie du mur, et seulement elle, permettra de justifier l'entrée des Grecs dans la cité plus tard. Le poète thébain a voulu éviter ce qui lui semblait un manque de respect ou un affaiblissement de l'image grandiose des dieux. On retrouve plus tard également l'évocation du personnage d'Éaque chez Euphorion de Chalcis,,,.

#### La vengeance des dieux
Les châtiments divins contre Laomédon sont nombreux et impitoyables : Apollon décoche sur la région entière une épidémie,, qui touche tout un chacun sans distinction de rang, de justice ou de clémence envers les plus faibles ou les plus jeunes. Pour certains auteurs, notamment Valérius Flaccus, viennent aussi des incendies dans les campagnes, dont on ne sait s'il s'agit là de l'acte des hommes qui brûlent les corps de parents qui ont expiré de la maladie ou s'il s'agit de l'action du dieu solaire Apollon. Poséidon, quant à lui, envoie le monstre marin Céto / Kétos pour attaquer Troie.
L'attaque de Céto contre Troie, après la construction des remparts de la cité, est l'objet de plusieurs versions contradictoires dans les différents corpus mythologiques antiques. Mentionnant la vengeance des dieux contre Laomédon, Ovide identifie Céto à une inondation. D'autres auteurs, comme Valerius Flaccus, y joignent un bruit de tremblement de terre, ces deux éléments suggérant un tsunami.

#### Héraclès contre Troie: la «première guerre de Troie»

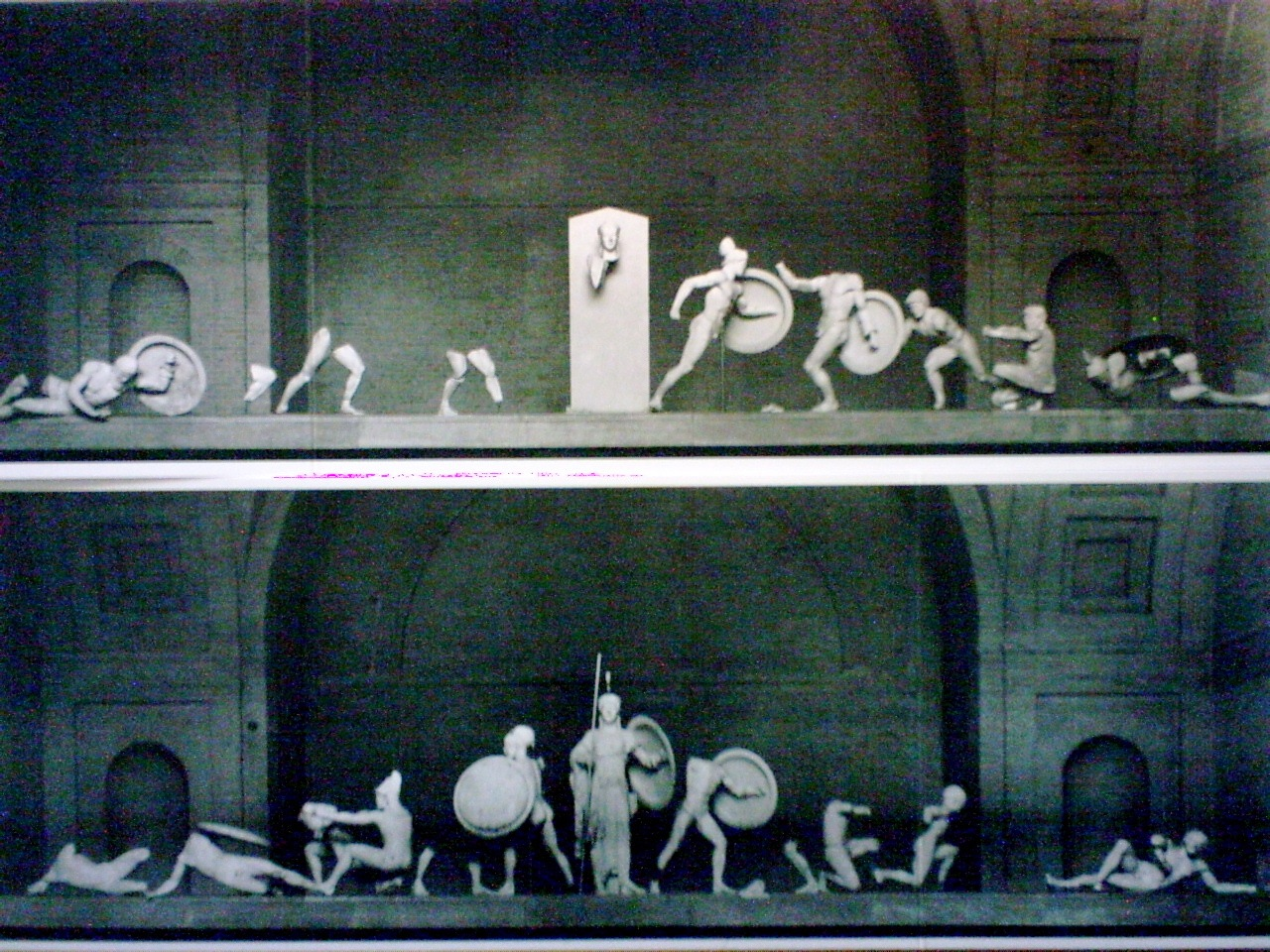
Les frontons du temple d'Aphaïa à Égine représentent les deux « guerres de Troie » : le raid d'Héraclès (fronton est, en haut) et la guerre des chefs achéens (fronton ouest, en bas). Musée de Munich.

Hans Sebald Beham, La destruction de Troie par Héraklès, vers 1545, gravure (Cleveland Museum of Arts).

Selon Apollodore, le monstre Céto, un géant marin au corps de serpent et de cheval, fut tué par Héraclès. Selon les Histoires incroyables de Palaiphatos de Samos, Céto, qu'il dit s'appeler aussi Céton, était non pas un monstre mais un roi puissant qui, grâce à ses navires, soumettait toutes les côtes de l'Asie mineure, dont notamment la ville de Troie, qui lui devait un tribut appelé dasmos. À cette époque l'argent n'existait pas — aussi payait-on le tribu en nature, avec des chevaux, des bœufs, ou des jeunes filles. Si le tribut n'était pas payé, il dévastait la région. La victoire de Troie contre Céto / Céton est toujours du fait de l'intervention d'Héraclès dans ces récits mythiques. Selon Palaiphatos, Héraclès et ses hommes armés passaient à ce moment-là dans la région alors que le roi Céton débarquait et marchait contre Troie ; Laomédon engagea les soldats grecs, qui aux côtés des siens luttèrent et tuèrent Céton et ses hommes.
Pour d'autres auteurs, Héraclès, suivant Jason à la recherche de la toison d'or en Colchide, trouve Hésione enchaînée à un rocher sur le rivage de Troie, entièrement nue et parée de ses seuls bijoux. Il brise ses chaînes et propose au roi Laomédon de tuer le monstre marin Céto en échange de deux chevaux blancs immortels que Zeus avait offerts à Tros, le grand-père de Laomédon, pour le prix de l'enlèvement de Ganymède. Les Troyens construisent alors un haut mur à quelque distance du rivage. Lorsque le monstre atteint le mur, il ouvre ses énormes mâchoires, et Héraclès s'engage tout entier, armé, dans la gorge du monstre. Après trois jours, il sort victorieux du ventre du monstre. Laomédon aurait alors trompé Héraclès (c'est ainsi son deuxième parjure) en substituant deux chevaux ordinaires aux chevaux immortels promis. Héraclès s'embarque très en colère après avoir menacé de mener la guerre contre Troie.
La tromperie de Laomédon met en colère Héraclès qui prépare sa vengeance. Le géographe Strabon soutient que ce n'est pas pour les juments qu'Héraclès est en colère, mais en raison du refus de le récompenser. Après ses douze travaux et les trois années passées en esclavage auprès d'Omphale, Héraclès revigoré s'en va solder le différend avec Laomédon que les années n'ont pas permis d'apaiser,, incapable de se languir dans le repos.
Héraclès s'en retourne en Grèce, dans le Péloponnèse, pour préparer la guerre contre Laomédon. Il se rend sur l'île de Paros dans les Cyclades où il dresse un autel à Zeus et Apollon. Puis sur l'isthme de Corinthe, rempli de colère, il prédit le châtiment futur de Laomédon). Dans sa propre ville de Tirynthe, il cherche des soldats et érige un autel au dieu de la guerre Arès,. Héraclès réunit alors une armée, et s'entoure des meilleurs et des plus braves et plus nobles compagnons, la fleur des guerriers de Grèce, tous volontaires.
Il compte parmi ses alliés de puissants héros et guerriers :
- Télamon, de Salamine[Ap 4], fils du roi Éaque qui, par le passé, avait participé à la construction des remparts de Troie[Pi 2]. Télamon est sans doute le compagnon d'Héraclès le plus cité[Di 3],[Ap 3],[AA 1],[Pi 3],[Pi 4],[Pi 5],[Da 1],[AA 19],[So 1],[AA 18],[Mü 4],[FGrH 2]. Télamon avait été chassé d'Égine par son père Éaque après le meurtre de son frère Phocos[Ap 4] ;
- Pélée, roi de la ville de Phthie en Thessalie[Ap 5]. Il est le frère de Télamon et fils d'Éaque[Ap 4]. Zeus lui a donné l'immortelle Thétis comme épouse[Ap 6] dont le mariage conduira à la guerre de Troie homérique[Hy 1] ; si Pélée se joint donc à Héraclès[Da 1],[PF 2],[AA 18], c'est son fils Achille qui s'illustrera par la suite durant la seconde guerre de Troie, celle de l'Iliade[Ap 6] ;
- Oïclès d'Argos ou d'Arcadie[Ap 7],[Pa 2] est considéré habituellement comme le père d'Amphiaraos[HO 1],[Di 4],[Pa 3],[Ap 8], dont le descendant de ce dernier, Amphiloque, combat à la guerre de Troie d'Homère[AA 20]. Oïclès est un parent du devin Mélampous[Pa 3],[Di 4]. Oïclès se trouve aux côtés d'Héraclès lors de sa guerre contre Troie[Ap 3],[Di 3],[AA 18] ;
- Iolaos ou Iolas, fils d'Iphiclès et neveu d'Héraclès[Ap 9]. C'est un proche d'Héraclès et l'un de ses principaux compagnons, notamment durant les « Travaux ». Il conduit fréquemment le char de son oncle[Ap 10],[Pa 4]. Héraclès finit par lui confier sa femme Mégara[Di 5],[Ap 11]. Iolaos sera célébré dans la ville de Thèbes[Pi 6],[Pa 5] ;
- Déimaque fils d'Éléon, originaire de Béotie, est un jeune homme plein de vertu selon Plutarque[AA 21] ;
- Castor et Pollux de Sparte, les fameux Dioscures. Pollux est le fils de Zeus et donc le demi-frère d'Héraclès. Une version tardive les fait tous deux fils de Zeus[Hy 2] ;
- Nestor, roi de Pylos, seul fils de Nélée à avoir accepté de purifier Héraclès du meurtre d'Iphitos[Di 5]. Réputé pour sa longévité exceptionnelle, il participe aux deux guerres de Troie[HI 3].

L'armée d'Héraclès s'embarque à bord de plusieurs navires à Tirynthe,. Selon certains auteurs, Héraclès équipe dix-huit vaisseaux longs d'environ cinquante rameurs chacun. Il débarque près de Troie par surprise et confie la garde des navires à Oïclès. Laomédon envoie ses hommes pour brûler les navires d'Héraclès. Oïclès résiste jusqu'à la mort, laissant aux soldats le temps de s'enfuir vers les vaisseaux et de reprendre le large,,.
Pendant ce temps, Héraclès ordonne l'assaut de la ville. Télamon réussit à faire une brèche dans la muraille et à pénétrer dans la ville. Laomédon revient alors sur ses pas afin de prendre à revers Héraclès et aux soldats amassés près de la ville. Deux versions du mythe sont proposées par les Anciens :
- dans la première, Laomédon tombe dans la mêlée avec un grand nombre des siens[Di 3] ou bien il meurt de la main même d'Héraclès[Da 1] ;
- dans la seconde, les Troyens[45] et Laomédon sont repoussés et ils réussissent à s'échapper et à se réfugier dans la cité[Ap 3]. Héraclès établit le siège de la cité et cherche à percer les murailles[Ap 3],[Di 3],[Da 1].

Héraclès réussit à prendre la cité. Il détruit le palais et Laomédon et ses fils meurent à l'exception du jeune Podarcès. Hésione est alors attribuée à Télamon en guise de récompense pour sa bravoure au combat ; elle a la permission de racheter le prisonnier de son choix et achète son frère Podarcès pour le prix du voile d'or qu'elle porte au front. Ceci vaut à Podarcès le nouveau nom de Priam qui signifie « racheté ». Après avoir brûlé la ville et dévasté les environs, Héraclès s'éloigne de la Troade avec Glaucia, fille du fleuve Scamandre, en laissant Priam sur le trône. Héraclès fait par la suite périr tous les souverains des côtes asiatiques (Asie mineure) selon l'orateur athénien Isocrate.

### Le règne de Priam

#### Remise en état de la ville
Après la terrible guerre déclenchée par la légèreté de Laomédon et la colère d'Héraclès, Priam, désormais au pouvoir, fait face à une ville et un territoire ruinés. Les poètes — comme Virgile — apprécient de rappeler combien la ville ou la patrie des Troyens sont sous les cendres et que le célèbre mur est détruit,.
Priam implore les dieux et, chargé d'or, sollicite l'oracle de Delphes. Il envoie un fils de son beau-frère Anténor pour connaître les desseins d'Apollon ; il ramène de son expédition un prêtre qu'il rencontre, Panthoos, père de Polydamas, jusqu'à Troie pour expliquer l'oracle aux Troyens,, ; Priam nomme Panthoos prêtre d'Apollon à Troie afin de calmer la colère du dieu déclenchée par Laomédon. La cité est alors réconciliée et met un terme à la vengeance du dieu archer.
Pour garantir la survie de sa dynastie, Priam fonde une famille très nombreuse : il épouse Hécube, fille du roi de Phrygie Dymas ou de Cissée, roi de Thrace, elle est la sœur de Théano. Elle eut avec Priam, selon Homère, dix-neuf enfants. Au cours d'une de ses grossesses, Cassandre prédit à sa mère que le futur prince qu'elle porte causera la perte de Troie. Effrayé, Priam ordonne que l'enfant soit assassiné : Pâris est ainsi abandonné sur le mont Ida, où toutefois il se trouve recueilli par un berger du nom d'Agélaos. Devenu adulte, il se fait reconnaître comme prince troyen, fils de Priam. Au cours de sa jeunesse, alors qu'il garde ses troupeaux de moutons, il voit apparaître devant lui Aphrodite, Athéna et Héra, qui lui demandent de choisir à qui doit être remise la « pomme de discorde », destinée « à la plus belle des déesses de l'Olympe » : c'est le jugement de Pâris. Pâris opte pour Aphrodite, qui lui promet l'amour de la plus belle femme du monde.
Priam élève un nouveau palais sous l'égide de Zeus. Il entreprend la réfection des remparts et des portes afin de rendre la ville encore plus imprenable. Priam rebâtit donc les murs, plus vastes et plus hauts encore, et dispose un grand nombre de soldats pour veiller et garder les remparts, qui se voient aussi dotés de six portes que certains auteurs tardifs nomment d'Anténor (Antenoria), de Dardanus (Dardania), d'Ilion (Ilia), de Scée (Scaea), de Thymbrée (Thymbraea) et de Troie (Trojana) ; Homère ne semble en compter qu'une, les Portes Scées.

#### Ambassades et signes de paix
Priam multiplie les signes d'amitié vis-à-vis des Grecs, par ses envoyés à Delphes, mais aussi par ses voyages personnels : cherchant à récupérer sa sœur Hésione, Priam conduit une ambassade envers les chefs grecs,. Il est accompagné d'Anténor ; ou un fils de celui-ci, parfois d'Anchise voire d'Énée, d'Alexandre-Pâris ou Polydamas notamment dans la version de Dracontius. Mais le résultat se solde par la négative : soit Hésione elle-même fait comprendre que revenir à Troie est irréalisable, soit les Troyens font face au rejet des Grecs eux-mêmes qui prétextent que cela raviverait la guerre entre leurs deux peuples.
Selon Darès de Phrygie, seul le sage Anténor est envoyé par Priam afin de visiter les chefs grecs qui ont soutenu la guerre d'Héraclès contre son père Laomédon. Anténor va en Magnésie obtenir le soutien de Pélée, qui, après lui avoir tenu les égards de l'hospitalité, lui demande enfin la raison de sa venue et le rejette de son pays. Il se dirige par la suite vers l'île de Salamine, chez Télamon, qui détient Hésione, et qui refuse de la céder à Priam. Anténor doit quitter à nouveau la région et continue pour l'Achaïe, afin de rencontrer Castor et Pollux à Sparte, où là aussi il se voit répondre que les Dioscures n'ont fait aucune injure et que Laomédon les avaient eux-mêmes insultés en premier. Auprès de Nestor, roi de Pylos, Anténor reçoit l'accueil le plus froid : le roi reproche à Anténor même d'avoir osé mettre le pied en Grèce alors que les Troyens avaient les premiers outragé les Grecs. L'ambassadeur Anténor rembarque et rapporte alors à Priam ces refus faits à sa personne et les mauvais traitements qu'il avait éprouvés de la part des Grecs, et l'envoyé exhorte Priam à leur déclarer la guerre.

#### Réarmement troyen etcasus bellide la guerre de Troie
Priam, entouré de ses conseillers et de ses fils, aurait alors formulé un plan pour se venger des Grecs. Hector tempère son père à venger la mort de Laomédon en insistant sur les faiblesses de l'armée troyenne et notamment son absence de flotte, son autre fils, Alexandre-Pâris organise alors la construction de nombreux navires avec l'architecte naval Phéréclos et l'aval de Priam et ce en allant à l'encontre de la volonté des dieux qui avaient interdit à Troie de se doter d'une flotte par le biais d'un oracle,. Selon la légende, le bois nécessaire déboise tant les forêts qu'il rend « chauve » les sommets du Mont Ida,,,,.
Après une ultime sollicitation diplomatique auprès de Castor et Pollux à Sparte, Priam déclare la guerre aux Grecs et la flotte navigue vers la Grèce sous le commandement de Pâris, accompagné d'Énée, Polydamas et Déïphobe. Le prince Pâris part donc avec sa flotte, à la tête d'une ambassade en Grèce, malgré les avertissements de Cassandre qui lui prédit la fin de Troie. Le prétexte est initialement de prendre des nouvelles d'Hésione, sœur de Priam donnée en mariage à Télamon, roi de Salamine, mais en réalité, Pâris vient chercher son dû, promis par Aphrodite. Arrivé à Sparte, il est reçu par Ménélas. Profitant d'un bref voyage du roi spartiate en Crète, il séduit et enlève Hélène, sa femme.
Le Troyen n'oublie pas de faire main basse également sur une partie des richesses de son hôte, le tout étant emporté à Troie. Pour venger cet affront, Ménélas demande l'appui de tous les Grecs au nom du Serment de Tyndare, ce qui provoque la guerre de Troie. Le serment stipulait en effet que tous les anciens prétendants à la main d'Hélène - rois, dynastes et princes grecs en grand nombre - se devaient de lui porter secours tous ensemble si jamais quiconque tentait de l'enlever à son époux.
| Apollodore (Bibliothèque, III, 10, 8) | Catalogue des femmes(fr. 68) | Hygin (Fables, LXXXI, XCVII) |
| ------------------------------------- | ---------------------------- | ---------------------------- |
| Agapénor                              |                              | Agapénor                     |
| Ajax fils d'Oïlée                     |                              | Ajax fils d'Oïlée            |
| Ajax fils de Télamon                  | Ajax fils de Télamon         | Ajax fils de Télamon         |
|                                       | Alcméon                      |                              |
| Amphiloque                            | Amphiloque                   |                              |
| Amphimaque (es)                       |                              | Amphimaque                   |
|                                       |                              | Ancée                        |
| Antiloque                             |                              | Antiloque                    |
| Ascalaphe                             |                              | Ascalaphe                    |
|                                       |                              | Blaniros                     |
|                                       |                              | Clytios                      |
| Diomède                               |                              | Diomède                      |
| Éléphénor                             | Éléphénor                    | Éléphénor                    |
| Épistrophe                            |                              |                              |
| Eumélos                               |                              | Eumélos                      |
| Eurypyle                              |                              | Eurypyle                     |
| Ialmène                               |                              |                              |
|                                       | Idoménée                     | Idoménée                     |
| Léitos                                |                              |                              |
| Léontée                               |                              | Léontée                      |
|                                       | Lycomède                     |                              |
| Machaon                               |                              | Machaon                      |
| Mégès                                 |                              | Mégès                        |
| Ménélas                               | Ménélas                      | Ménélas                      |
| Ménesthée                             | Ménesthée                    | Ménesthée                    |
|                                       |                              | Mérion                       |
|                                       |                              | Nirée                        |
| Patrocle                              |                              | Patrocle                     |
| Pénélée                               |                              | Pénélée                      |
|                                       |                              | Phémios                      |
|                                       |                              | Phidippos                    |
| Philoctète                            | Philoctète                   | Philoctète                   |
| Podalire                              |                              | Podalire                     |
| Schédios                              |                              |                              |
| Ulysse                                | Ulysse                       | Ulysse                       |

### La guerre de Troie
La guerre de Troie est l'épisode le plus célèbre de la mythologie antique. Elle fait l'objet de représentations constantes dans les arts, de références systématiques dans la poésie, l'épopée, la littérature, l'écriture historique et la géographie. Tous les personnages ayant participé à cet épisode sont reliés par un dense réseau de relations familiales, divines et politiques, à l'ensemble du monde Méditerranéen. De nombreuses cités grecques s'enorgueillissent d'avoir eu des combattants sur les plages de Troie. Il s'agit d'un mythe structurant et fondateur pour les identités politiques et pour l'identité culturelle grecque.

#### Avant l'Iliade

##### Rassemblement de l'armée et de la flotte
Le règne de Priam est marqué par l'épisode légendaire le plus fameux de la mythologie grecque : la guerre de Troie. Elle fait suite à l'enlèvement d'Hélène par Alexandre-Pâris, fils de Priam. Le conflit commence par le voyage de Ménélas et de Nestor, qui parcourent la Grèce pour rappeler les anciens prétendants à leur promesse,.
Accompagné d'Agamemnon et de Palamède, Ménélas va trouver à Ithaque Ulysse, qui tente de se défiler avant de se rallier à l'expédition. Selon les auteurs tardifs, le devin Calchas avait prédit que Troie ne pourrait être prise sans Achille, fils de Thétis. Sa mère, pour le protéger de la guerre, le cacha, déguisé en fille, chez Lycomède, roi de Skyros. Il est reconnu grâce à une ruse d'Ulysse, qui excita son instinct de guerrier et le poussa à se révéler en faisant sonner la trompette aux portes de la cité. Homère raconte simplement que Nestor et Ulysse, étant venus à Phthie pour recruter des troupes, se virent confier Achille par son père Pélée.
D'autres rois et héros, tels que les deux Ajax, Diomède et Tlépolémos les rejoignirent encore. Idoménée, roi de Crète, lui aussi ancien prétendant d'Hélène, qui avait amené un nombre considérable de navires,,, obtint le commandement des gardes. Toutes les troupes se rassemblèrent à Aulis avant de partir pour l'Asie.

##### Débarquement en Mysie
La flotte achéenne accoste en Mysie, non loin d'Élée. Ils affrontent d'abord Télèphe, roi de Mysie et fils d'Héraclès. Après des combats acharnés, Télèphe apprend qui sont les chefs de l'armée ennemie et le combat cesse alors. La flotte grecque repart chez elle après cette première expédition, et se repose pendant huit ans. Cette première expédition était relatée dans les Chants cypriens, première épopée du Cycle troyen, attribués à Stasinos et composés au VIe siècle av. J.-C. ; cette épopée est presque entièrement perdue, mais on en connaît un résumé transmis beaucoup plus tard dans la Chrestomathie de Proclos au Ve siècle.

##### Le débarquement sur les plages de Troie
Alors que l'armée grecque s'apprête, la colère d'Artémis contre Agamemnon bloque la flotte à Aulis. Selon Eschyle (Agamemnon) et Euripide (Iphigénie à Aulis), c'est là qu'Agamemnon, à l'initiative de Calchas, le meilleur des devins, sacrifie sa fille Iphigénie pour obtenir des vents favorables. La fille d'Agamemnon est attirée par un piège à Aulis : on lui promet alors un mariage avec Achille,. En souvenir de cette légende, le roi de Sparte Agésilas II sacrifia une biche à Aulis avant d'entreprendre son expédition d'Ionie en 397 av. J.-C..
La flotte grecque s'embarque après la mort d'Iphigénie et arrive devant Troie. Les combats débutent immédiatement, Protésilas meurt d'ailleurs le premier parmi les grecs sous les coups d'Hector. Les achéens organisent alors la cérémonie funèbre en l'honneur de celui-ci. Ils sont attaqués par surprise par Cycnos, fils de Poséidon,, ; il est tué par Achille, qui l'étrangle avec la jugulaire de son casque.
Les Grecs installent leur camp sur la plage qui s'étend devant Troie ; une ambassade achéenne pour réclamer Hélène échoue.

##### Soumission de la Troade
Une fois les Troyens retranchés derrière leurs murailles, Achille s'emploie à leur couper les vivres et à rompre le lien de ravitaillement entre Troie et les communautés sujettes des environs. Il attaque et réduit ainsi onze cités d'Anatolie, tributaires de Troie. C'est dans Lyrnessos, l'une de ces villes, lors de la dixième année de siège, qu'il reçoit pour part d'honneur Briséis, tandis qu'Agamemnon reçoit Chryséis lors du sac de Thèbe sous le Placos.

#### La colère d'Achille, l'Iliade

##### L'affront
C'est à ce moment que commence le récit de l'Iliade. Au chant I, la peste envoyée par Apollon frappe le camp grec et le devin Calchas, encouragé par Achille, révèle qu'Apollon a puni Agamemnon car celui-ci avait refusé de rendre la captive Chryséis à son père Chrysès, prêtre d'Apollon dans une ville de Troade. Contraint de céder, Agamemnon furieux réclame pour son compte une autre récompense. Agamemnon décide de prendre Briséis, le butin d'Achille. En colère, Achille se retire et jure sur le sceptre d'Agamemnon de ne pas retourner au combat. Zeus, sur sa demande, donne l'avantage aux Troyens tant qu'il sera absent du champ de bataille.

##### La mort de Patrocle
Privés de son appui, les Grecs essuient défaites sur défaites. Nestor, Phénix et Ulysse viennent implorer Achille qui reste ferme. Patrocle, ému par les malheurs de ses compatriotes, obtient l'autorisation d'Achille de sauver les Grecs en portant ses armes. La manœuvre réussit mais Patrocle, malgré sa promesse à Achille, se livre à une poursuite et est tué par Hector, frère de Pâris, qui prend les armes d'Achille comme butin. Furieux contre lui-même et humilié, Achille décide de se venger. Héphaïstos lui forge de nouvelles armes, avec lesquelles il sort à la recherche d'Hector.

##### Aristie d'Achille et mort d'Hector
Revêtu de son armure divine, Achille reprend le combat et tue un grand nombre de Troyens sur son passage, à tel point que les eaux du fleuve voisin, le Scamandre, sont souillées de cadavres. Achille rencontre enfin Hector, le défie et le tue avec l'aide d'Athéna. Il traîne sa dépouille autour de la ville avec son char avant de la ramener dans le camp achéen.
Achille fait preuve d'humanité et laisse alors le roi Priam emporter le corps de son fils afin qu'il lui accorde des funérailles honorables. Il obéit ainsi à sa mère, envoyée par les dieux qui étaient mécontents du traitement infligé à la dépouille du prince troyen.
Selon Virgile, Penthésilée, reine des Amazones, et Memnon, qui est selon certains roi d'Éthiopie, font ensuite leur arrivée sur le champ de bataille,. Penthésilée est tuée par Achille, mais il tombe instantanément amoureux du cadavre, ce qui lui vaut la moquerie de Thersite qu'il tue sur le champ, s'attirant la vengeance d'Antiloque,,. Antiloque affronte Memnon et se fait tuer par lui. Achille le venge en tuant Memnon,.

#### Le cheval de Troie
Sur une idée d'Épéios ou d'Ulysse, les Grecs construisent un énorme cheval en bois, dans lequel ils cachent des guerriers, au nombre desquels se trouvent notamment Ulysse, Ménélas et Néoptolème,. Les Grecs brûlent ensuite leur camp et feignent de s'embarquer sur leurs navires pour la Grèce, mais se dissimulent en réalité à quelques encablures, derrière l'île de Ténédos.
Les Troyens se disputent sur le sort à faire du cheval de bois : vrai cadeau ou piège, les uns veulent le faire entrer, d'autres s'en débarrasser et le brûler, notamment Laocoon. Celui-ci est tué avec ses fils par deux serpents, qui se réfugient ensuite dans le temple d'Athéna. L'incident est perçu comme un présage de la colère de la déesse, qui doit être apaisée. Ils décident alors d'ouvrir les murs de la cité et de faire entrer l'offrande. Malgré les prédictions de Cassandre, les bruits d'armes à l'intérieur du cheval, et les avertissements de Laocoon, l'objet est introduit dans la ville. Le piège est alors prêt à se refermer sur les Troyens. Une fois la nuit venue, les guerriers sortent et les portes sont ouvertes. L'attaque commence, Troie est ravagée et incendiée. La famille royale massacrée.
La tradition historiographique grecque antique, qui considère que la guerre de Troie est un événement historique indiscutable, propose les dates suivantes pour les événements. L'intervalle qui fait le plus consensus se place entre 1194 et 1184 av. J.-C. D'après les calculs d'Ératosthène, la prise de Troie par les Achéens a lieu dans la nuit du 11 au 12 juin 1184 av. J.-C. lors d'une éclipse solaire.
| Période   | Œuvre                         |
| --------- | ----------------------------- |
| 1344      | Douris de Samos               |
| 1344      | Timée de Tauroménion          |
| 1300–1290 | Érétès                        |
| 1280–1270 | Vie d'Homère                  |
| 1280–1270 | Hérodote                      |
| 1222–1212 | Dicéarque                     |
| 1218–1208 | Hellanicos                    |
| 1218–1208 | Éphore de Cumes               |
| 1218–1208 | Chronique de Paros            |
| 1210–1200 | Hécatée de Milet et Thucydide |
| 1208–1198 | Manéton, Julien l'Africain    |
| 1202–1192 | Timée de Tauroménion          |
| 1200–1190 | Velleius Paterculus           |
| 1194–1184 | Ératosthène                   |
| 1194–1184 | Apollodore d'Athènes          |
| 1194–1184 | Diodore de Sicile             |
| 1194–1184 | Castor de Rhodes              |
| 1194–1184 | Denys d'Halicarnasse          |
| 1194–1184 | Eusèbe de Césarée             |
| 1194–1184 | Orose                         |
| 1192–1182 | Girolamos                     |
| 1182–1172 | Sosibios de Laconie           |
| 1160–1150 | Artémon de Clazomènes         |
| 1160–1150 | Démocrite                     |

### Crédibilité historique et fonctions du mythe troyen
Les récits qui entourent la Troie légendaire ont considérablement nourri la littérature et la mythologie. Dès l'Antiquité, de nombreux auteurs dissertent sur tel ou tel épisode, sa vraisemblance et ses versions concurrentes. Il ressort de la comparaison des légendes troyennes avec d'autres épopées légendaires qu'aucun élément concernant la guerre de Troie n'est historiquement démontrable : elle ne serait qu'un mythe héroïsé, une agrégation d'archétypes récurrents plaqués sur des réalités géographiques et historiques (les nombreux conflits d'époques différentes que l'archéologie révèle sur le site). Les auteurs byzantins, conservateurs principaux des sources grecques antiques, tels que Michel Psellos, Jean Tzétzès et Christophe Contoléon, faisaient de l'histoire légendaire de Troie une allégorie, une image du monde des hommes et une métaphore du « corps humain ». Au début du XVIIe siècle, Michael Maïer contestait déjà le caractère historique du siège de Troie et lui préférait un sens purement allégorique : « Par le siège de Troie et sa réduction en cendres, Homère n'a, mystiquement et occultement, rien voulu entendre d'autre que la période et le contour du vase philosophique où la matière du principe (c'est-à-dire Hélène et Pâris) est contenue, étroitement recluse par son feu qui l'entoure, vaporeux et digérant ». Cette interprétation n'était pas entièrement nouvelle, car elle s'inspirait de l'œuvre de l'alchimiste Basile Valentin. Maïer était cependant le premier à se servir du sens allégorique pour réfuter le sens historique. Ses arguments seront repris par d'autres philosophes.
Pour les Grecs de l'Antiquité, l'épopée de la guerre de Troie n'était pas une fiction : elle forme une littérature née antérieurement à la distinction entre fiction et réalité. Selon Paul Veyne :

« Toutes les légendes, guerre de Troie, Thébaïde ou expédition des Argonautes, passaient pour globalement authentiques ; un auditeur de l’Iliade était donc dans la position où est chez nous un lecteur d’histoire romancée »

— Paul Veyne, Les Grecs ont-ils cru à leurs mythes ?, Paris, Éditions du Seuil, « Des Travaux », 1983, p. 28.
Les légendes troyennes recèlent ainsi un grand nombre de mythèmes, de sujets centraux des catégories de la pensée et de la pratique grecques : les vertus guerrières (comme l'arété, l'excellence du guerrier au combat) y sont exaltées, l'astuce et le stratagème sont décrits comme ambivalents et propres à la métis, les excès de la violence et de la brutalité y sont dénoncés, la fidélité dans la parole donnée est mise en exergue par le biais des châtiments et des peines infligés aux menteurs, aux faux, et aux dissimulateurs. La piété filiale et familiale est hissée au rang de valeur cardinale, l'affront fait aux dieux et le respect des rites, des oracles, des prêtres, des choses sacrées au sens large, sont des thèmes au centre des mésaventures des héros de la guerre de Troie : quiconque outrepasse les cadres connaît la punition (tuer un prêtre, refuser les funérailles à un mort, mutiler un cadavre, etc.). Les passages sur la tenue des funérailles des guerriers, sur la bonne façon de faire le banquet, sont autant d'excursus étiologiques qui ont pour fonction de transmettre les bons usages aux jeunes grecs de l'Antiquité : ces légendes, destinées à faire partie de performances orales, itinérantes, chantées par les aèdes et figurées sur les vases et reliefs des temples, sont connues d'une grande partie de la population grecque antique, qui y puise des enseignements et des explications de l'état du monde, sorte de versant humain de la théogonie d'Hésiode.
En tant que mythe géopolitique, impliquant des centaines de cités, de familles, de lignées royales, divines, héroïques, la Troie légendaire, son histoire, les prodromes de la guerre, les belligérants, recèlent une part de ce qui constitue l'identité grecque. Ce cycle légendaire tisse ses toiles et son réseau à travers tout le monde égéen, au travers du catalogue des vaisseaux, des ambassades et des origines des héros impliqués. À ce titre, il constitue une forme d'invariant de l'identité grecque antique. La longévité de la transmission des légendes troyenne épouse globalement les contours chronologiques de l'Antiquité, jusqu'à la mise en place d'un christianisme organisant peu à peu tous les niveaux de la société de l'Antiquité tardive et du Moyen Âge.

## La Troie historique
Si Troie est avant tout connue pour sa place centrale dans la mythologie grecque, elle n'en demeure pas moins une cité-palais tout à fait réelle à l'âge du bronze (de la phase Troie I à la phase Troie VII du site archéologique), avant de devenir, à la suite de sa refondation par des colons à l'époque archaïque, une cité grecque de l'époque historique, avec son corps civique, ses temples, son centre urbain situé à l'emplacement de la Troie de l'âge du Bronze et désigné par les archéologues Troie VIII et Troie IX. La Troie du IIe millénaire av. J.-C. n'ayant livré que très peu de traces écrites, son histoire est principalement connue grâce à l'archéologie de l'espace palatial et urbain.

### Une cité palatiale de l'âge du bronze

#### Une potentielle monarchie louvite
La Troie de l'âge du bronze, qu'il faut distinguer de la « Troie légendaire » dont les péripéties sont situées par les auteurs antiques au IIe millénaire av. J.-C., s'apparente donc à une cité palatiale, probablement dirigée par un souverain unique. Si la langue grecque est naturellement considérée comme la plus évidente, du fait des épopées homériques, la langue de ce petit état côtier semble plutôt avoir été le louvite, seule langue effectivement attestée à Troie pour l'âge du bronze.
Seule la découverte d'un sceau louvite dans la ville basse, en 1995, permet d'attester de l'usage de cette langue sur le site. Pour certains linguistes, notamment Frank Starke, de l'université Eberhard Karl de Tübingen, le nom de Priam ne dériverait pas du grec, mais d'un composé louvite, Priimuua, qui signifie « exceptionnellement courageux ». Il estime que Troie pourrait avoir été une des cités les plus importantes au sein d'une communauté de langue louvite en Anatolie occidentale. Joachim Latacz considère lui aussi le louvite comme la langue la plus probable de la monarchie troyenne de l'âge du bronze, mais n'écarte pas la possibilité de l'usage d'autres langues dans la cité. Toujours est-il que le complexe ethno-linguistique auquel appartiennent les Troyens de la protohistoire reste largement méconnu, comme le rappelle Ilya Yakubovich.

#### Troie VI: une capitale palatiale de l'âge du bronze
Les Troie VI et VIIa sont les deux phases les plus monumentales découvertes dans le tell de Hissarlik. Troie VI est une cité riche et vaste, pouvant abriter au moins 5 000 âmes, et ayant noué des contacts économiques et diplomatiques à travers toute l'Anatolie et la mer Égée, comme en témoignent les documents écrits et le mobilier céramique attesté sur le site. Les monuments publics et palatiaux de Troie VI sont caractérisés par d'immenses piliers de soutènement, des portes monumentalisées dans un but purement esthétique, notamment au sud. Les maisons n'obéissent pas à une répartition planifiée, et s'entassent autour de l'acropole et des remparts de celle-ci. Les rues sont dotées d'un petit pavement en galets. Les niveaux d'habitation de Troie VI restent cependant largement difficiles d'accès, du fait des constructions de Troie VII présentes au-dessus.

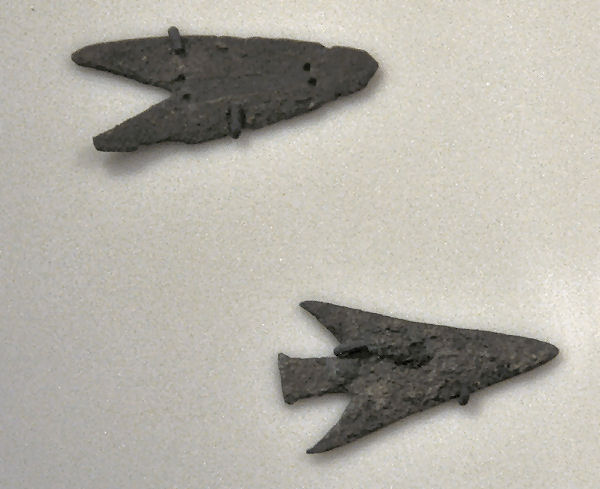
Troie VI - Pointes de flèches en bronze (1350 avJC).

La part de Troie VI dans le commerce international de l'époque fait l'objet de nombreux débats : une grande quantité d'épaves de cette époque sont attestées sur les côtes de l'Anatolie occidentale. Les richesses découvertes dans ces épaves incluent parfois des lingots de cuivre et d'étain, des outils en bronze, des armes, de l'ébène, de l'ivoire, des œufs d'autruche, des bijoux précieux et de la poterie venue de toute la Méditerranée. Troie est cependant un peu plus au nord que les grandes routes maritimes de l'époque, et le site n'a pas pour l'heure livré d'assemblages similaires à ceux des épaves en question. Dans Troie VI, de la poterie mycénienne a été découverte, permettant néanmoins de considérer Troie comme participant effectivement à des circulations égéennes.
La cité de Troie VI est détruite vers 1250 av. J.-C., peut-être par un puissant séisme. Aucune trace de violence militaire ou de conflit armé n'a été mise au jour par les archéologues, à l'exception de quelques pointes de flèche. Aucune sépulture de crise, aucune trace de mort violente, ne vient accréditer l'hypothèse d'une Troie VI correspondant à la Troie homérique. La ville est d'ailleurs rapidement reconstruite, selon une planification urbaine plus cohérente. La citadelle est puissamment refortifiée, accréditant par ailleurs la thèse d'une préparation militaire face à la menace représentée par les Mycéniens,.

#### Troie VIIa: la Troie homérique
La ville de Troie VIIa est souvent la candidate retenue pour être associée à la Troie racontée par Homère. S'il ne faut pas chercher à interpréter ses vestiges et son histoire en regard de la légende homérique, qui reste avant tout une épopée mêlant actes fantastiques et interventions divines, les récits d'Homère se tiennent dans un décor néanmoins physiquement tangible et peuvent avoir eu pour inspiration lointaine des réalités de l'âge du bronze. De fait, Troie VIIa est brutalement détruite, volontairement, dans le cadre d'un fort épisode de violences qui suggèrent une guerre.
La ville de Troie VII est occupée entre 1250 et 950 av. J.-C. ; elle apparaît alors comme une grande citadelle fortifiée, surplombant une ville basse bien plus étendue. Selon Manfred Kormann, elle est pour les standards de l'époque une ville importante et loin d'être une bourgade secondaire.
La chronologie de l'occupation de Troie VII est subdivisée en plusieurs phases :
- Troie VIIa : XIIIe siècle av. J.-C. (= époque mycénienne en Égée) ;
- Troie VIIb1 : XIIe siècle av. J.-C. ;
- Troie VIIb2 : XIIe siècle av. J.-C. ;
- Troie VIIb3 : jusqu'à 950 av. J.-C. (« Âges obscurs » grecs / royaumes néo-hittite).

La ville de Troie VIIa semble avoir le même faciès culturel et religieux que Troie VI. Les édifices de Troie VI sont largement réutilisés en soubassement des édifices ultérieurs, les murs de la citadelle sont renforcés et couronnés d'une élévation en brique crue,. Un habitat dense se développe sur la citadelle, en lieu et place des anciennes cours ouvertes de la Troie VI,. Le commerce maritime décline, et la prospérité économique de la ville semble diminuée. Cette Troie VIIa est détruite vers 1180 av. J.-C., probablement lors d'un conflit violent. Des corps humains portant des traces de violences ont été découverts dans les habitations, dans les rues et près du rempart nord. La découverte en 1988 d'une portion de mur défendant la cité basse a permis d'écarter définitivement l'idée que Troie VIIa n'était qu'une colline fortifiée sans importance.
Après cet épisode violent, le site de Troie VIIa décline, mais ses habitants semblent être les mêmes : les remparts sont remontés, la poterie produite est inchangée, de style anatolien à pâte grise. Les contacts avec le monde égéen se maintiennent.
À partir de Troie VIIb2, un tout autre contexte culturel se développe sur le site. C'est sans doute le signe d'un probable changement de population, ou d'une intégration d'apports mycéniens tardifs dans les échanges à longue distance : le site de Troie livre ainsi de la céramique sub-mycénienne, ancêtre de la céramique grecque de style géométrique, une céramique présente dans tout le monde grec des âges obscurs. On peut considérer que le pouvoir qui tenait le palais de Troie s'est alors évanoui, du fait des crises successives qui frappent la cité. De la même manière, l'ensemble des palais mycéniens s'effondrent au cours de cette période. Cette ville en perte de vitesse et atrophiée est finalement détruite par le feu vers 1000-950 av. J.-C., signant assurément la fin de l'occupation palatiale et la fin de l'entité territoriale connue sous le nom de Wilusa.

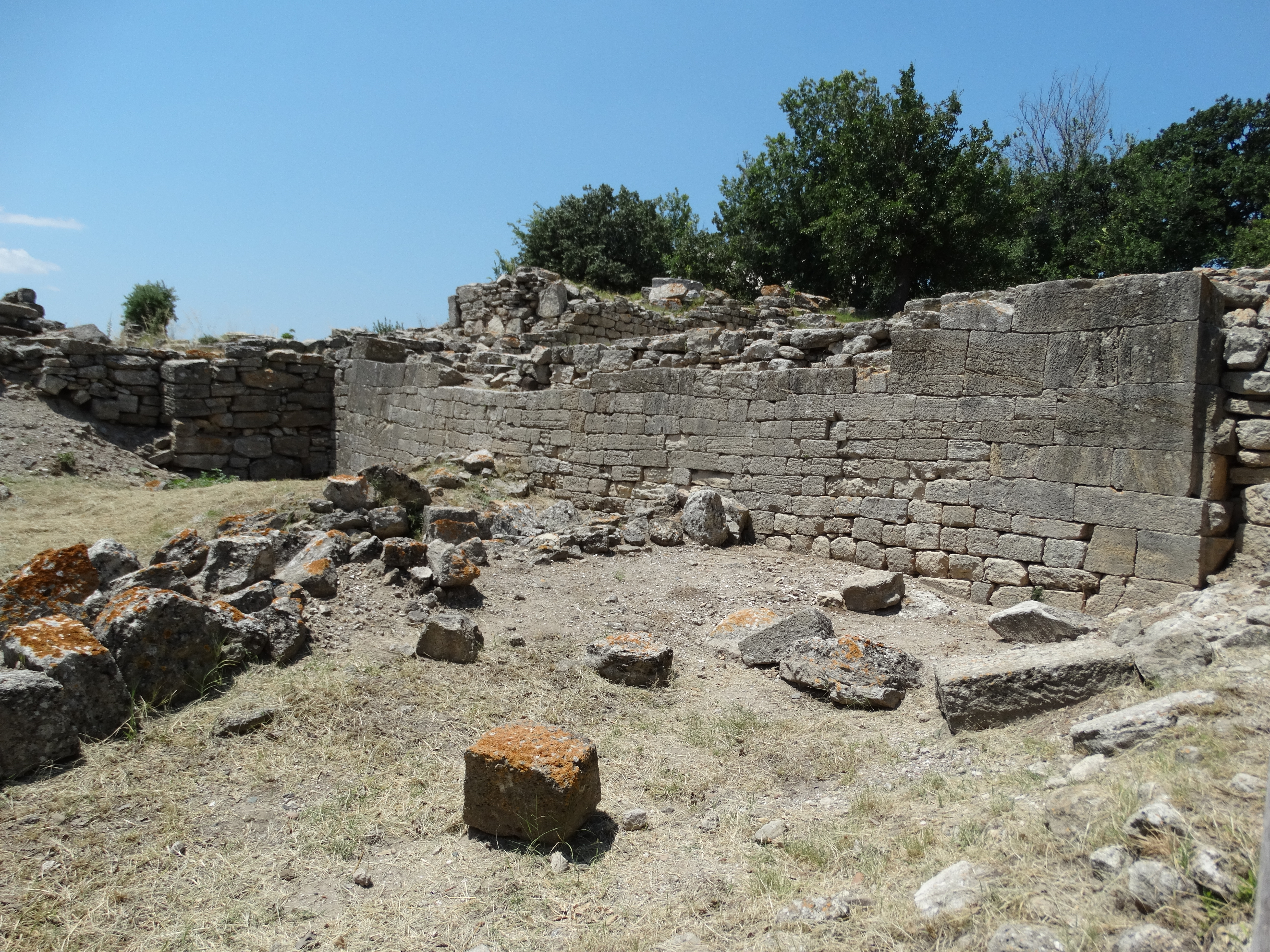
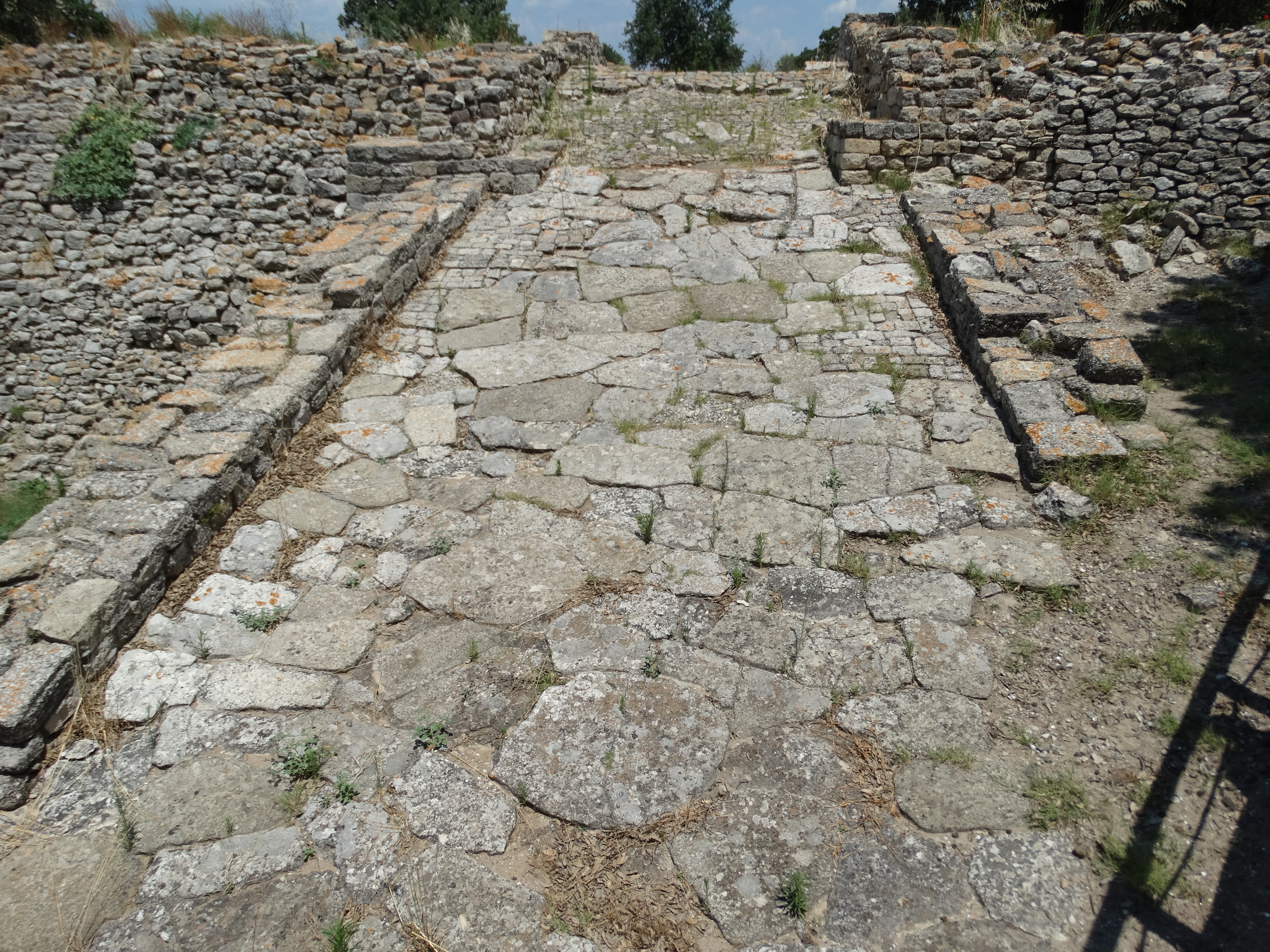
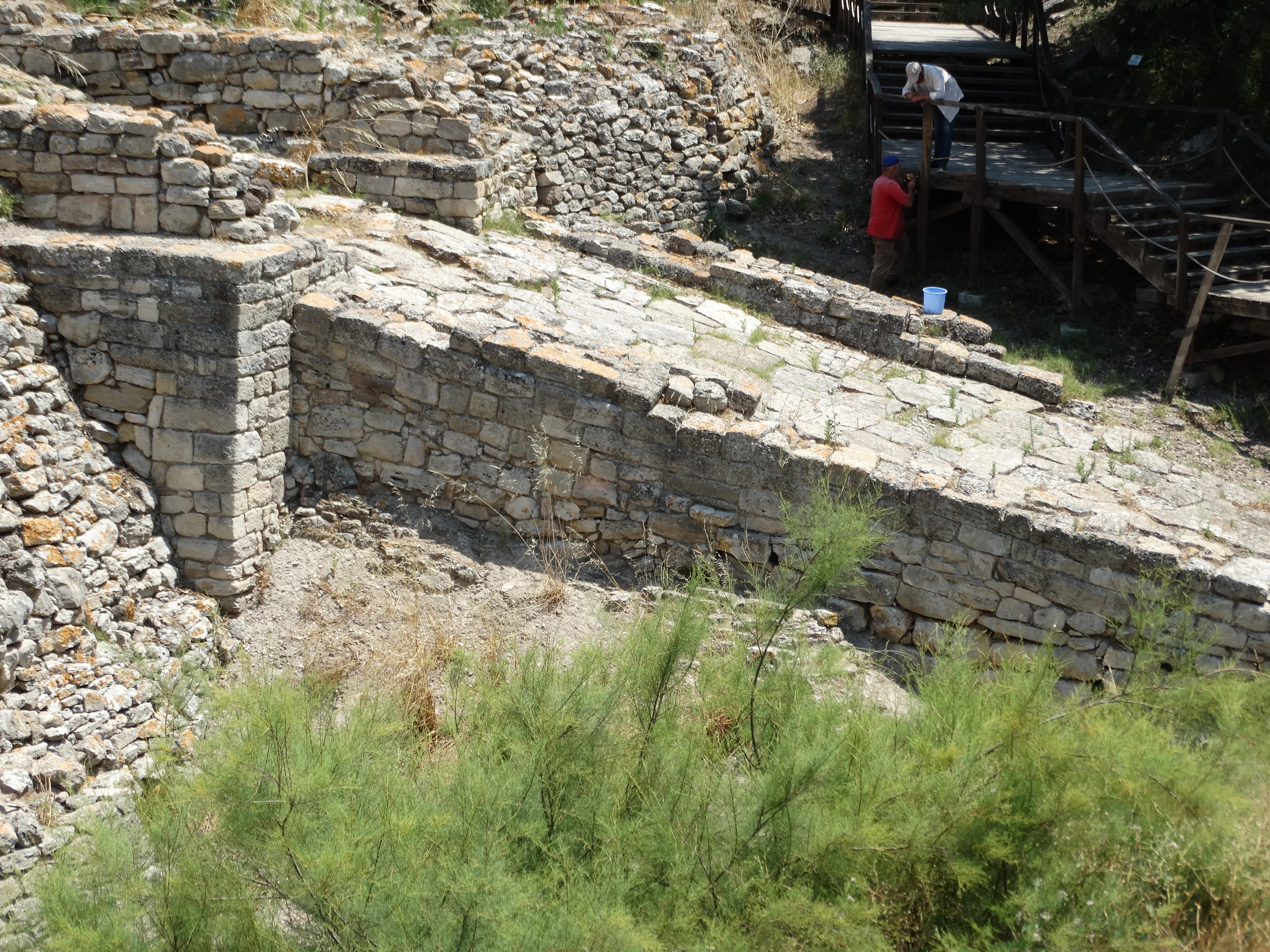
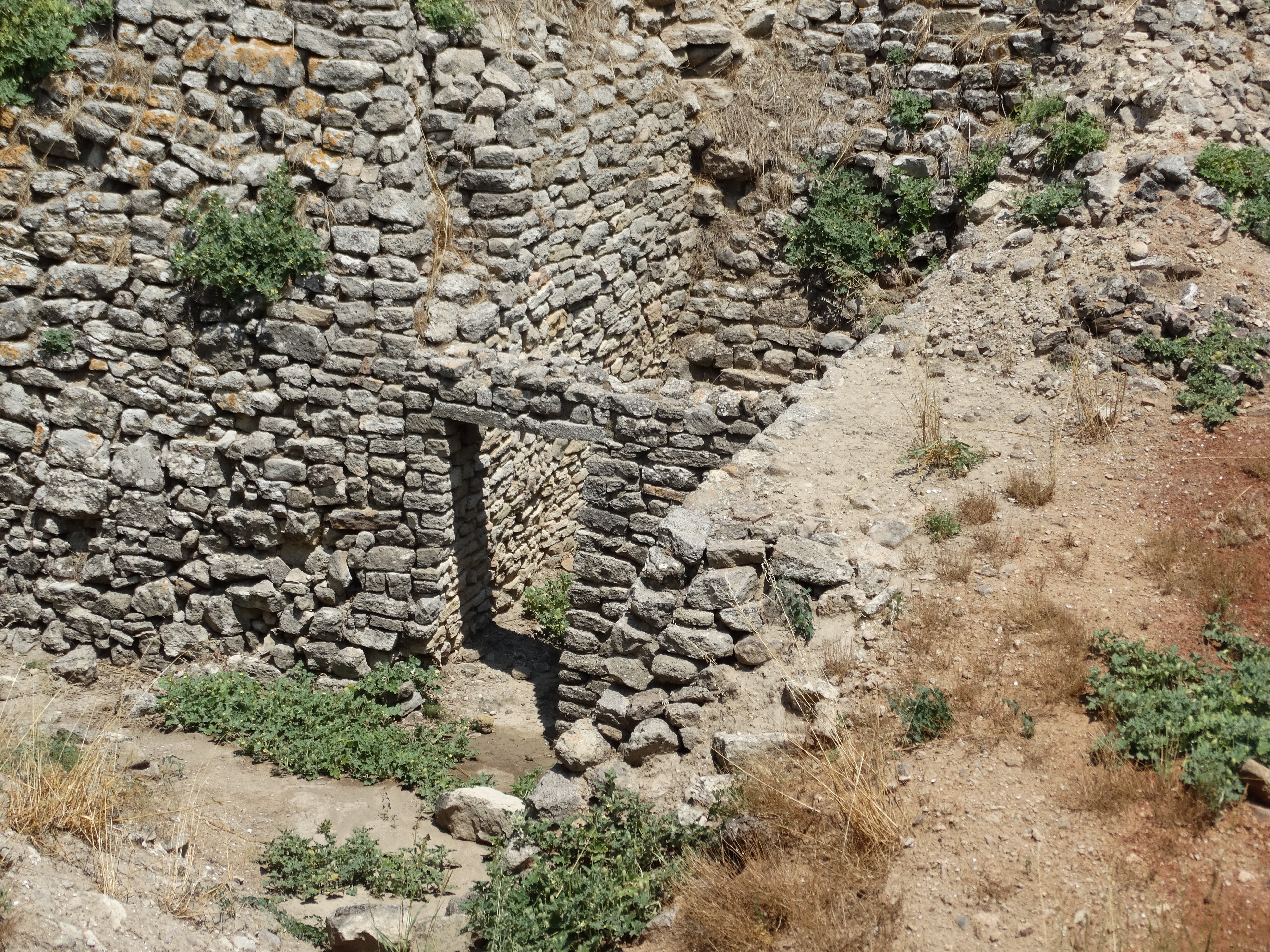
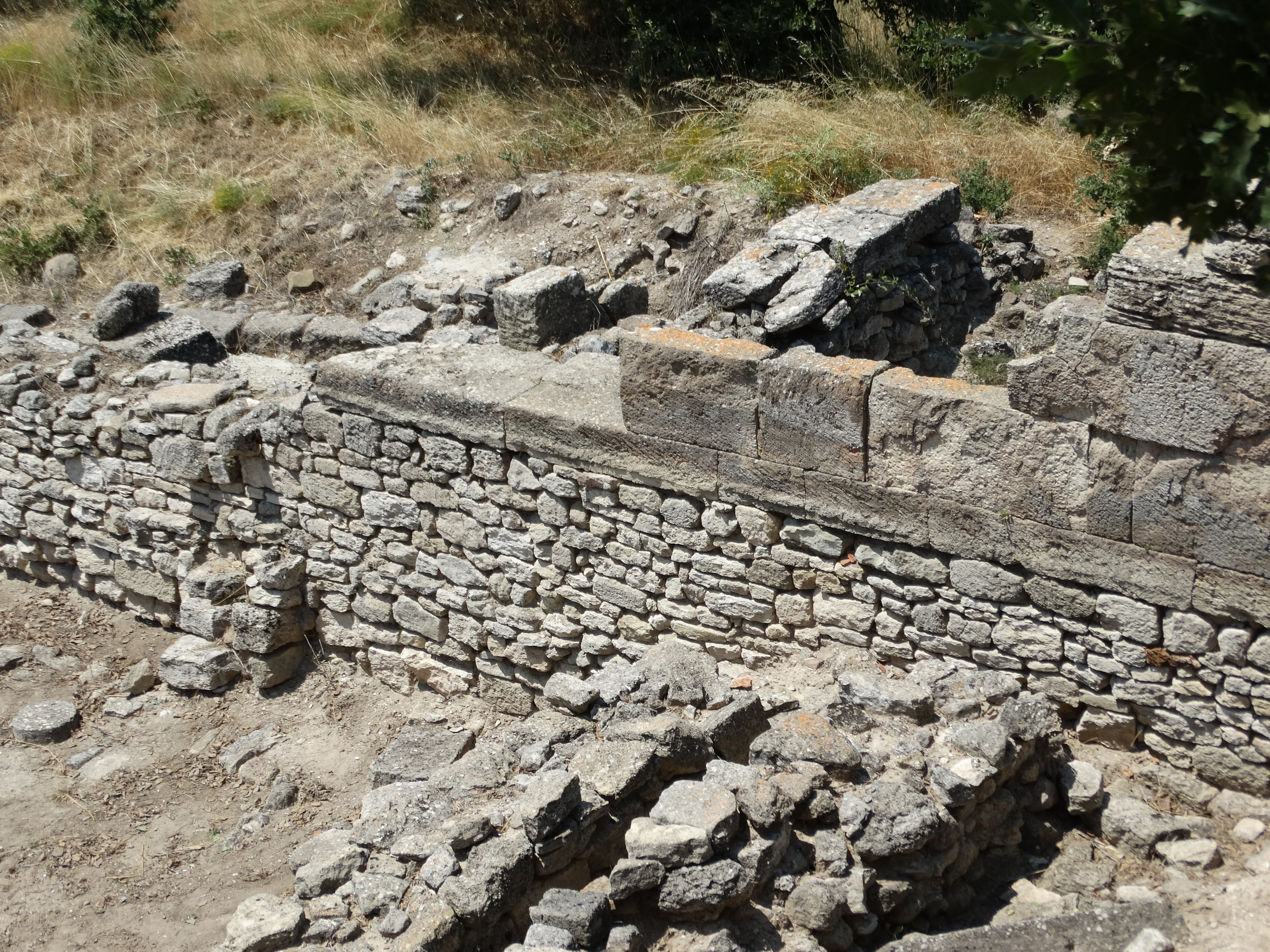
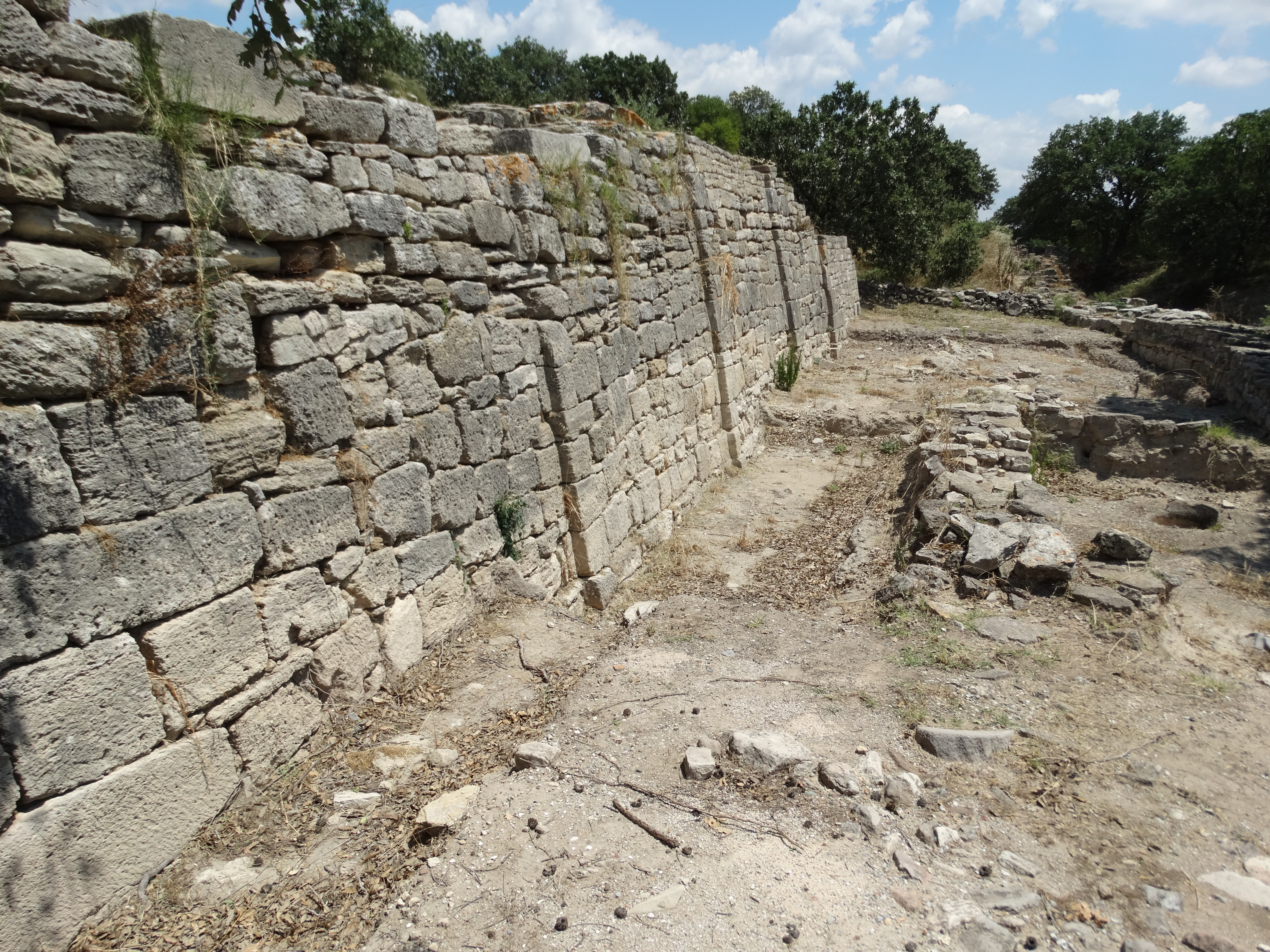
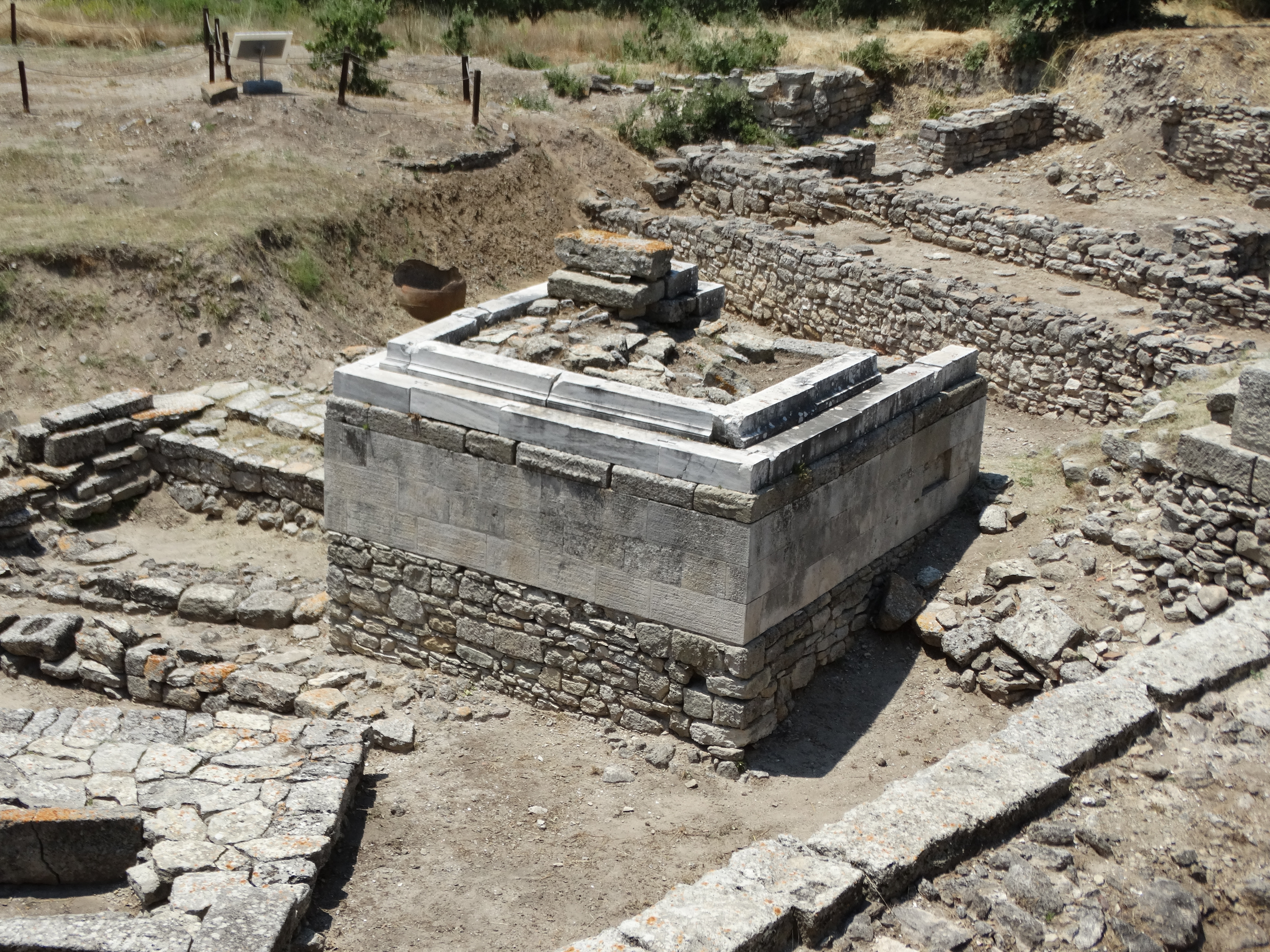
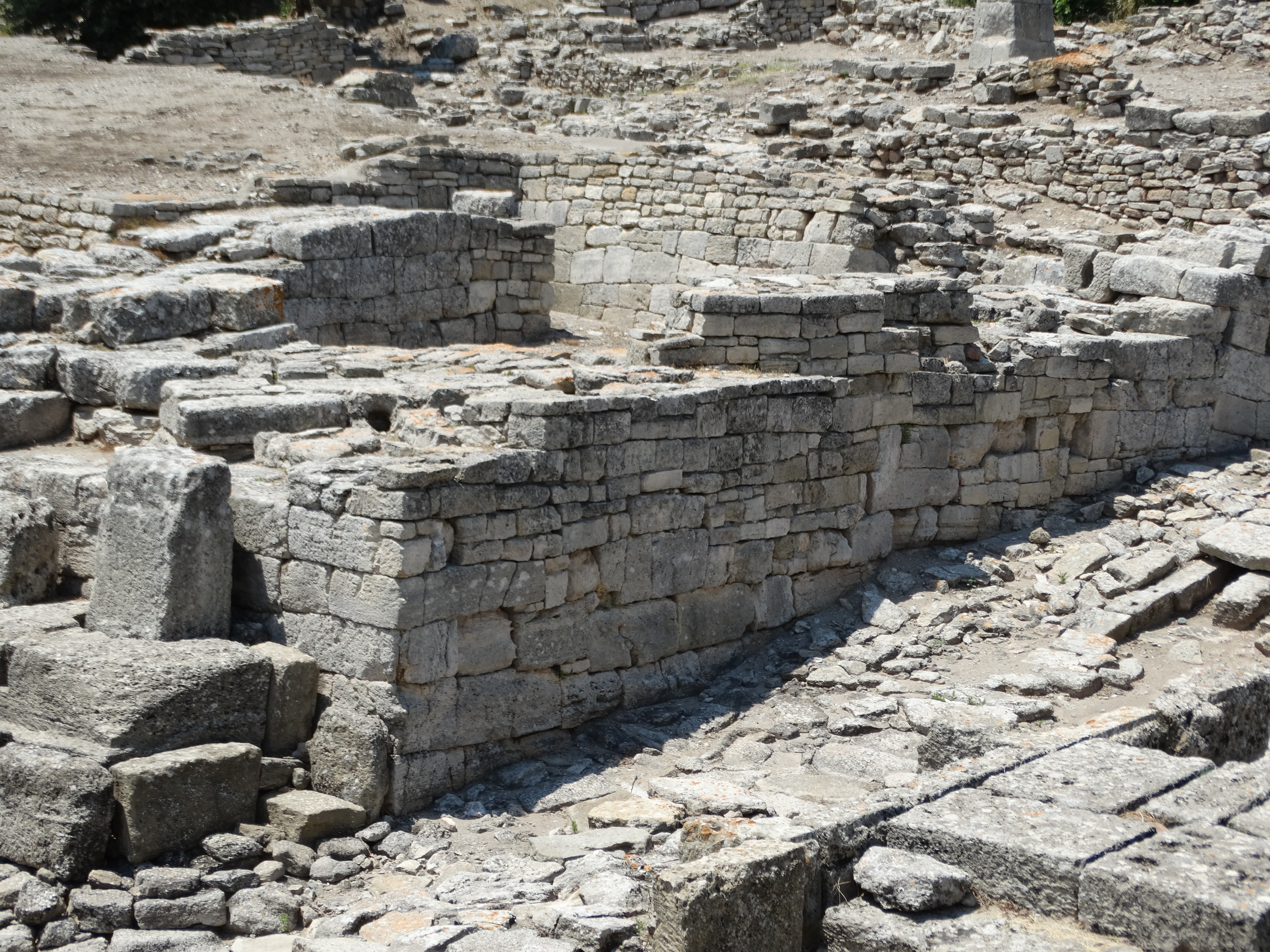
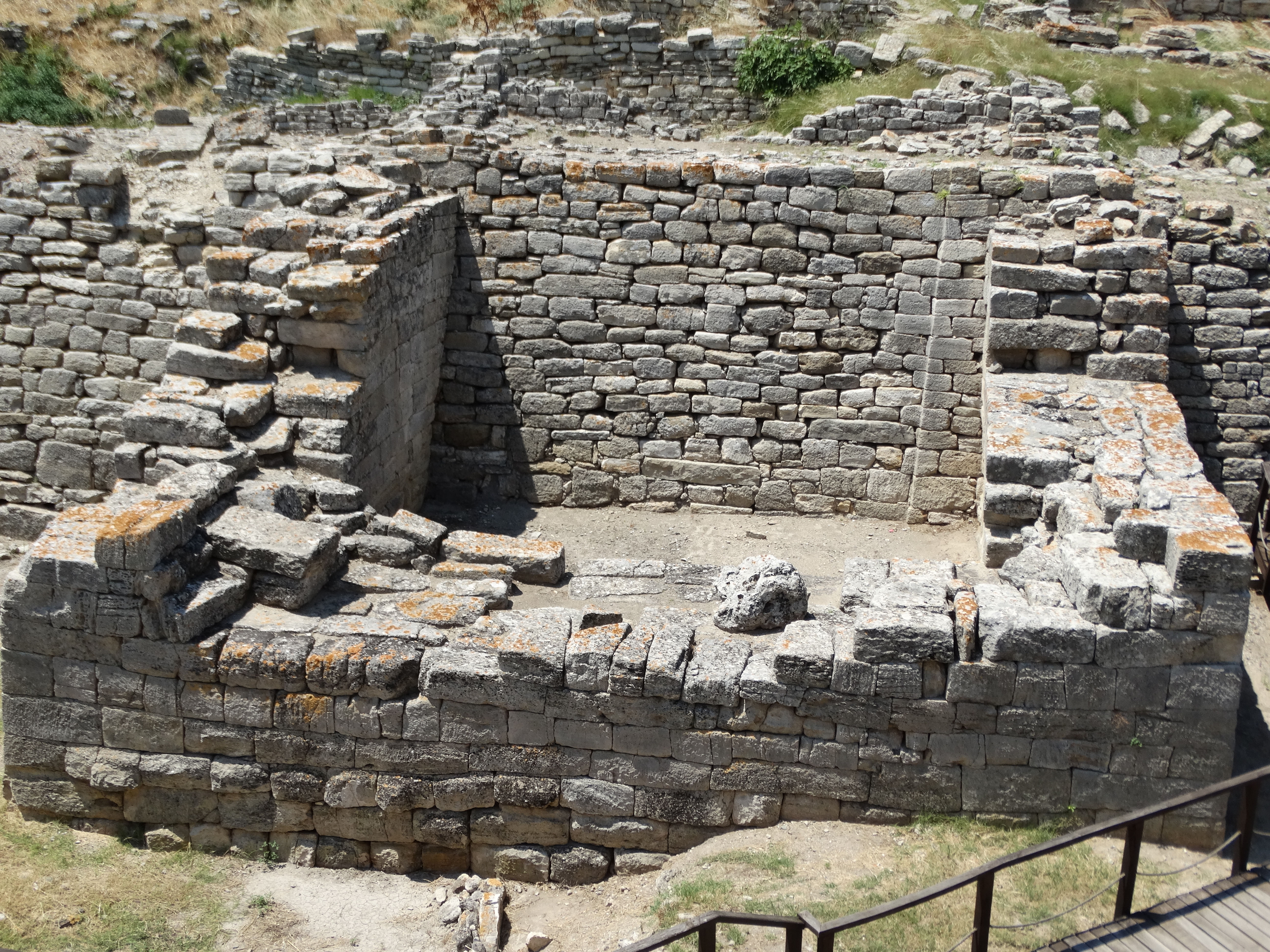

### Unepolisgrecque refondée

#### Refondation
Le site d'Hissarlik fait ensuite l'objet d'un abandon plus ou moins total pendant deux siècles. Une colonie grecque éolienne s'implante sur le monticule ruiné d'Hissarlik vers 750 av. J.-C., marquant le début de la Troie "colonie grecque" et de la Troie de l'époque archaïque. Les colons terrassent fortement le terrain - effaçant une partie des structures antérieures - et le réhaussent afin d'y bâtir un temple à colonnes dédié à Athéna.

#### Époque classique

##### Présence perse et domination athénienne en concurrence
Peu d'éléments tangibles nous sont parvenus concernant les premiers siècles de cette nouvelle Troie. En 480 av. J.-C., le roi achéménide Xerxès, faisant route pour le Bosphore, passe dans la région et sacrifie 1000 bœufs dans le sanctuaire d'Athéna Ilias voisin. C'est un signe que la mémoire du lieu n'était pas oubliée chez les voyageurs de l'Antiquité. À la suite de la défaite des Perses en 480-479 av. J.-C., Troie est intégrée aux possessions de Mytilène (île de Lesbos). Elle demeure sous son contrôle jusqu'à la révolte de cette cité contre Athènes, en 428-427 av. J.-C. Athènes proclame alors la liberté des cités soumises, dont Troie fait partie, et intègre ces cités à la Ligue de Délos. Après le recul d'Athènes dû à la guerre du Péloponnèse, son influence dans la région diminue. Le général spartiate Mindaros, stationnant sa flotte à Milet en 411 av. J.-C., imite alors Xerxès en allant à son tour sacrifier à Athéna Ilias. Entre 411 et 399, Troie tombe sous l'influence des dynastes de Lampsaque, qui administrent la région au nom du satrape perse Pharnabaze.
En 399, le général spartiate Dercyllidas expulse la garnison lampsacène de Troie et repousse hors de Troade les différents relais de l'influence perse dans la région. Troie reste ainsi un temps en dehors du contrôle de l'administration satrapique perse, du moins jusqu'à la paix d'Antalcidas, en 387, qui établit un contrôle perse sur la cité jusqu'en 367. Une statue d'Ariobarzane, satrape de Phrygie hellespontine, est alors élevée devant le temple d'Athéna Ilias. En 360, Troie tombe brièvement sous le contrôle de Charidème, un mercenaire eubéen qui travaille pour le compte d'Athènes. Il est chassé par un certain Ménélaos, fils d'Arrabaios, qui se voit accorder le privilège du statut de proxénie par les Troyens. La décision est enregistrée sous la forme d'un décret honorifique inscrit sur une stèle, la plus ancienne inscription grecque découverte à Troie.

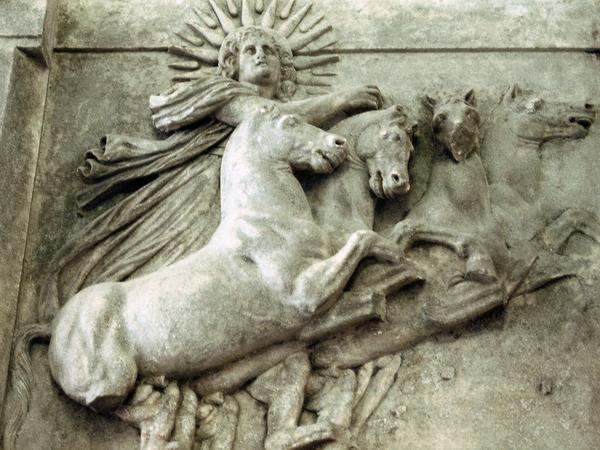
Métope du temple d'Athéna Ilias découvert par Schliemann (390 avJC). On y voit Hélios conduisant son char

##### Cultes et fêtes religieuses
Athéna est honorée à Ilion dès l'époque archaïque au cours d'une fête civique, les Ilieia. Ces fêtes civiques se différencient des panathénées de l'époque hellénistique. Celles-ci sont fédérales et impliquent l'ensemble des cités membres du koinon, qui est créé tout à la fin du IVe siècle av. J.-C. Le sanctuaire d'Athéna Ilias occupe, tout au long de son histoire antique, une double fonction : il abrite à la fois la divinité poliade d'Ilion et plus tard la divinité fédérale. À l'occasion des Ilieia, des concours gymniques et hippiques sont organisés. À l'époque classique, on atteste par ailleurs d'une pratique originale d'envoi de jeunes filles depuis la Locride (les « vierges locriennes ») vers Troie :

« Le rituel de l’envoi de vierges locriennes à Ilion pour y servir dans le temple d’Athéna constitue un des éléments les plus originaux du culte de cette divinité. Ce rituel constitue un cas particulièrement intéressant de rencontre entre données mythiques, historiographiques et épigraphiques. Le rite de l’envoi de vierges locriennes à Ilion pourrait être considéré comme la seule preuve historique de la guerre de Troie. C’est dire d’emblée à quel point ce rite religieux s’ancre dans le mythe et à quel point il illustre l’instrumentalisation de l’identité troyenne par la cité grecque d’Ilion »

— William Pillot, Ilion, Athéna Ilias et les Détroits, d’Alexandre le Grand à Antiochos III. Identité régionale d’une communauté politique et de son sanctuaire, au carrefour d’influences européennes et asiatiques. Dialogues d'histoire ancienne, 15(Supplement15), 133-170.
Cette pratique religieuse trouve selon William Pillot son origine dans les poèmes homériques et dans les événements de la guerre de Troie :

« La tradition de l’envoi annuel à Ilion de deux vierges originaires de Locride est un rituel religieux qui commémore le sacrilège commis par Ajax fils d’Oïlée, ancêtre des Locriens, contre l’autel d’Athéna. Une tradition post-homérique rapporte en effet que ce héros, lors de la prise de Troie, a profané cet autel en y violant Cassandre, qui s’y était réfugiée. Ajax lui-même est puni de ce crime sacrilège par Athéna lors de son voyage de retour : la déesse le foudroie. Mais le poids de son méfait pèse encore sur l’ensemble du peuple des Locriens, car, au retour des compagnons d’Ajax en Locride, la région est frappée d’une épidémie et de mauvaises récoltes. »

— William Pillot, Ilion, Athéna Ilias et les Détroits, d’Alexandre le Grand à Antiochos III. Identité régionale d’ une communauté politique et de son sanctuaire, au carrefour d’ influences européennes et asiatiques. Dialogues d'histoire ancienne, 15(Supplement15), 133-170.

#### Visite d'Alexandre le Grand
Au printemps 334 av. J.-C., Alexandre le Grand franchit les Dardanelles avec son armée et amorce ainsi la conquête de l'empire perse. Il s'arrête à Troie et y visite le temple d'Athéna Ilias et les tombes supposées des héros de l'Iliade tombés au combat et inhumés dans la région. Il proclame la liberté de la cité et l'exempte de tout impôt. Selon Diodore de Sicile, Alexandre avait pour projet de rebâtir le temple d'Athéna Ilias dans des proportions qui auraient surpassé tous les temples du monde connu. La visite d'Alexandre le Grand à Ilion s'inscrit dans une lignée de théâtralisations par Alexandre de son passage de l'Europe vers Asie. Alexandre multiplie les gestes de mise en scène de sa conquête dès son débarquement dans la région, comme le suggère l'épisode de la lance fichée dans le sol d'Asie, le fait qu'Alexandre pilote lui-même son navire et saute le premier sur le sol. Le souverain macédonien s'inscrit alors dans une lignée proprement homérique, imitant Agamemnon, Protésilas et Achille.
Alexandre le Grand rejoue donc l'Iliade, affirme son autorité sur le continent abordé et rend hommage aux tombeaux d'Achille (objet d'un culte héroïque par les habitants d'Ilion), d'Ajax et de Patrocle. L'événement est d'ailleurs l'objet d'un passage chez Plutarque, dans sa Vie d'Alexandre :

« Il monta à Ilion où il offrit un sacrifice à Athéna et des libations aux héros. Sur le tombeau d’Achille, après s’être frotté d’huile et avoir couru, nu, selon l’usage, avec ses compagnons, il déposa une couronne : « Heureux es-tu, s’écria-t-il, d’avoir eu, de ton vivant, un ami fidèle, et après ta mort, un grand héraut pour te célébrer ! » Comme il parcourait et visitait la cité, on lui demanda s’il voulait voir la lyre d’Alexandre ; il répondit : « Cette lyre-là ne m’intéresse guère, mais je voudrais trouver celle d’Achille, sur laquelle il chantait la gloire et les hauts faits des hommes de cœur ! » »Trad. M.-A. Ozanam, Paris, 2001.

— Plutarque, Vie d'Alexandre, 15, 7-9
Même si Alexandre refuse de voir la lyre de Pâris-Alexandre, le texte insiste tout de même sur la volonté des Iliens d'honorer le souverain grec à son arrivée. Alexandre célèbre par ailleurs la réconciliation entre Grecs et Troyens, par le biais d'un autre acte religieux, un sacrifice expiatoire en l'honneur de Priam sur l'autel de Zeus Herkeios, afin de détourner par des prières le ressentiment de Priam contre les Grecs. L'autel de Zeus Herkeios était par ailleurs déjà mentionné dans l'Iliade comme étant situé dans le palais de Priam et avait été le lieu du meurtre de Priam par Néoptolème dans les poèmes homériques. Au cours de sa visite, Alexandre trouve une statue renversée du satrape perse Ariobarzane. Ce spectacle est rapidement reconnu comme un présage annonçant sa victoire sur les Perses. Selon Pierre Briant, la statue aurait été renversée par les troupes du général Parménion à l'occasion des combats livrés en Troade en 336-335.
Alexandre offre par la suite ses armes personnelles à Athéna Ilias, tandis que les Iliens offrent au roi et à ses hypaspistes des armes anciennes présentées comme remontant à la guerre de Troie. Alexandre prend notamment dans le sanctuaire un bouclier sacré, dont il se servira à plusieurs reprises pendant ses campagnes, notamment en Inde, comme le mentionne Arrien. Les liens entre la monarchie macédonienne et le culte d'Athéna sont par ailleurs connus et anciens : Athéna Alkidémos est la divinité protectrice du palais royal de Pella, et la déesse casquée figure sur les statères d'or d'Alexandre. La visite à Athéna Ilias s'inscrit donc aussi dans une logique de « propagande » dynastique propre aux Argéades. Alexandre adresse plus tard une lettre aux Iliens, à qui il promet de financer l'agrandissement de leur cité et de leur sanctuaire et d'y instituer des concours sacrés pour les remercier. Après sa mort précoce, les successeurs d'Alexandre entreprennent une systématique politique d'imitation du souverain macédonien, en cherchant à conférer des honneurs aux mêmes cités, en cherchant à s'attirer les faveurs de communautés anciennes et en honorant des dieux spécifiques dans un but de communication politique. Athéna Ilias et Ilion n'échappent pas à ce procédé à l'époque hellénistique.

#### Époque hellénistique

##### Troie et la création dukoinond'Athéna Ilias
Après la mort d'Alexandre le Grand, l'ensemble du monde grec se retrouve divisé entre ses généraux qui se disputent son héritage ainsi que son titre. Antigone le Borgne prend le contrôle de la Troade en 311 av. J.-C. et y fonde une nouvelle cité, Antigonie de Troade, résultant du synœcisme de Skepcis, Cébréné, Néandrie, Hamaxitos, Larissa de Troade, et Colonai. Entre 311 et 306, Antigone le Borgne supervise la création du koinon d'Athéna Ilias, réunissant les cités de Troade et une partie des cités grecques le long des Dardanelles. L'argument principal pour attribuer la paternité de ce koinon à Antigone réside dans une série de 6 décrets honorifiques gravés sur stèle de pierre à Ilion par le koinon en l'honneur d'un certain Malousios de Gargara, qualifié de synèdre de la confédération, honoré dans ces décrets pour la générosité dont il a fait preuve à plusieurs reprises envers Ilion et le koinon. Ces actes honorifiques constituent le plus ancien témoignage de l'existence du koinon d'Athéna Ilias. Malousios, connu par les attendus du décret, a largement financé des ambassades envoyées auprès d'Antigone le Borgne (pour un total de plus de 5 250 statères d'or !), suggérant que le roi est bien l'instigateur de la création de la confédération. Il est cependant possible que le koinon ait existé auparavant, puisqu'il apparaît déjà organisé et apte à mandater une ambassade à l'époque d'Antigone : pour certains historiens, notamment Fr. Verkinderen et D. Hertel, le koinon serait une création d'Alexandre en personne. Le souverain offre quoi qu'il en soit à ces cités la garantie de la liberté et de l'autonomie après l'épisode du synœcisme de 311 qui avait été perçu comme un coup de force contre l'indépendance des communautés locales. Le koinon d'Athéna Ilias perdure et fonctionne jusqu'au Ier siècle et réunissait de nombreuses cités de Troade, ainsi qu'Apamée de Bithynie (Myrlée) et Chalcédoine, cités de Propontide, comme l'attestent plusieurs inscriptions grecques découvertes à Troie.
Le koinon d'Athéna Ilias était dirigé par un conseil, un synédrion, dans lequel siégeaient 2 délégués de chaque cité. Au jour le jour, les finances du koinon étaient gérées par un collège de 5 agonothètes, au sein duquel aucune cité ne pouvait avoir plus d'un représentant. Le but de cette organisation était d'empêcher l'une ou l'autre cité de dominer les autres au sein de la confédération. Le but premier du koinon était d'organiser chaque année des Panathénées en l'honneur d'Athéna Ilias. Cette grande fête attirait de nombreux pèlerins et visiteurs à Ilion, autour d'un grand marché qui attirait des marchands de toute la région. Le koinon finançait par ailleurs des édifices à Ilion même : un nouveau théâtre, vers 306, d'un cout de 4950 statères d'or, l'agrandissement du temple d'Athéna au IIIe siècle av. J.-C., par exemple,. Même si le koinon n'est pas dirigé par Ilion, elle y occupe une place de préséance, du fait de son passé prestigieux. Les activités et modalités d'organisation du koinon nous sont connus grâce aux monnaies et à l'épigraphie : une dizaine de décrets, une convention liant les cités membres, des pièces comptables provenant du collège des agonothètes, ainsi que des dédicaces ou bases de statues. De nombreux bienfaiteurs du koinon sont remerciés par Ilion ou par la confédération : privilège de l'atélie (exemption fiscale), statues honorifiques, couronnes d'or, constituent les honneurs habituels réservés aux financiers des dépenses ordinaires comme exceptionnelles, selon les modalités traditionnelles de l'évergétisme.

##### La domination séleucide
La défaite et la mort d'Antigone le Borgne à la bataille d'Ipsos en 301 font passer la Troade sous la domination de Lysimaque jusqu'en 281 av. J.-C. ; au cours de cette période, le roi, réputé dur envers les cités grecques (son nom n'est d'ailleurs mentionné dans aucune inscription d'Ilion), aide les Iliens à organiser le synœcisme d'autres communautés voisines : Gergis, Rhoiteion, Skamandreia, Glykeia, Sigeion, Achilleion et Thymbria. Lysimaque est cependant vaincu et tué à la bataille de Couroupédion en 281, en affrontant les troupes de Séleucos Ier, qui prend alors le contrôle de la Troade. Un décret d'Ilion mentionne d'ailleurs le passage de Séleucos dans la cité, tandis qu'un autre célèbre le "renversement d'une tyrannie", signe de la pratique habituelle pour les cités grecque de remercier le nouveau souverain en assimilant le règne précédant à une injustice et à une domination. Quelques mois plus tard, Séleucos est assassiné par Ptolémée Kéraunos, le pouvoir passe alors à Antiochos Ier Sôter, richement honoré par Ilion dans un décret lui aussi découvert dans la cité, un culte lui est d'ailleurs rapidement consacré. L'attachement de la cité aux Séleucides est réel, le sanctuaire d'Athéna Ilias est d'ailleurs un des lieux d'affichage officiel des décrets royaux pour la région.
La cité semble à l'époque avoir été dépourvue de fortifications en bonne et due forme. De ce fait, elle est largement pillée par le raid des Galates dans la région en 278. Les liens entre Ilion et la monarchie séleucide sont étroits et réguliers : Antiochis Ier accorde à son ami Aristodikidès d'Assos des terres à Ilion en 274, et la cité vote un décret honorifique en l'honneur du médecin Métrodore d'Amphipolis pour avoir soigné le roi d'une blessure reçue au combat.
Mais dès les années 240, la domination séleucide dans la région est contestée par l'offensive lancée par le jeune Attale Ier de Pergame. Celui-ci remporte plusieurs victoires contre Antiochos Hiérax, fils d'Antiochos II, en Troade. Au cours du règne de Séleucos II (247-226), Ilion est dispensée de payer le tribut aux Séleucides. De la fin des années 240 à 223, Ilion et la majeure partie de la Troade semblent passer dans l'orbite attalide.

##### Troubles et émergence de la puissance attalide
La fin du IIIe siècle av. J.-C. est marquée par une suite de retournements et de transferts entre autorité séleucide et attalide : Achaïos reprend la région pour le compte d'Antiochos III, mais sa reconquête ne concerne alors pas Ilion. Achaïos fait par la suite sécession en 221, se proclamant roi. Attale Ier profite de la situation et rétablit son contrôle sur la Troade en 217. Il prend notamment le contrôle d'Ilion, de Lampsaque, et d'Alexandrie de Troade, qui lui étaient restées fidèles durant ces années. Attale Ier fait appel à de nombreux mercenaires galates pour ses campagnes militaires. Voulant mettre un terme à l'échappée royale d'Achaïos, Antiochos III s'allie à Attale Ier après la bataille de Raphia. Ils triomphent à Sardes en 213. Antiochos III abandonne la Troade à son allié de circonstance. Antiochos III tente une éphémère reconquête de la région en 197, on le retrouve d'ailleurs passant à Ilion en 192 av. J.-C., à la veille de son passage en Europe pour faire la guerre contre les armées romaines. Dès 190, après la défaite d'Antiochos III à la bataille de Magnésie du Sipyle, les Romains occupent cependant la Troade, et en 188 la paix d'Apamée consacre la séparation de la région d'avec le royaume séleucide. Les Attalides, alliés des Romains contre Antiochos III, peuvent ainsi rétablir leur influence dans la région.
De nombreuses inscriptions honorifiques témoignent de ces revirements et de ces changements d'autorité sur Ilion et la Troade. La cité s'intégra très rapidement aux jeux d'honneurs et de privilèges qui se jouent alors entre communautés politiques locales et souverains macédoniens hellénistiques, comme l'attestent les cultes royaux voués aux premiers séleucides dans la cité. En échange de ces honneurs, Ilion est particulièrement choyée par les souverains : elle obtient le rétablissement de la démocratie dès 281 (si on admet l'idée d'un tyran imposé par Lysimaque). Ilion promulgue d'ailleurs à l'époque une longue loi contre la tyrannie et l'oligarchie, elle aussi gravée sur stèle et découverte sur le site d'Hissarlik. L'attachement d'Ilion à la démocratie témoigne de son dynamisme politique interne, sa liberté (eleutheria) étant par ailleurs garantie par Séleucos à la cité et lui permettant de se donner ses propres régimes politiques, idéal fondamental des cités grecques antiques.
Les liens entre Troie et la monarchie attalide sont difficiles à saisir, du fait de la nature fragmentaire des inscriptions grecques découvertes sur le site. Tout au plus, les inscriptions Ilion 41 et Ilion 42 mentionnent nommément les souverains attalides et les honneurs qui leur sont rendus par la cité en échange de dons faits au sanctuaire d'Athéna Ilias. Un des souverains attalide (Attale II ou III) s'est par exemple illustré en offrant à la cité d'Ilion une large quantité de terres directement versées aux biens fonciers d'Athéna Ilias. Toujours est-il qu'Ilion - Troie semble avoir usé avec intelligence de sa position stratégique sur les détroits et de son identité historique et légendaire prestigieuse pour faire son chemin dans les troubles politiques et militaires de l'époque hellénistique, s'attirant les privilèges de la part des souverains en échange d'honneurs réguliers.
De l'époque hellénistique date aussi la reconstruction d'un grand temple d'Athéna à Ilion, dont le décor est semble-t-il très voisin de celui du Parthénon. Seuls quelques fragments en ont été découverts lors des fouilles de l'acropole d'Hissarlik. Les 24 fragments inventoriés par Ch. B. Rose dans son article sur l'Athénaion d'Ilion permettent de restituer un total de 64 métopes, 10 sur chaque petit côté et 22 sur chaque long côté du temple.
Le décor des métopes de la façade représentaient sans doute une gigantomachie, au cœur de laquelle Athéna devait occuper une place importante, notamment car un des fragments la dépeint en train de vaincre un géant. Le traitement stylistique de cette métope permet de la rapproche du décor du grand autel de Pergame, qui comprend lui aussi une gigantomachie. Le programme iconographique de l'athénaion d'Ilion mêle ainsi influences athéniennes et influences attalides. Sur la façade nord était sans doute représentée une scène d'Ilioupersis (le sac de Troie).
Ilion tombe sous la domination romaine dans le cadre de la conquête romaine de l'Orient méditerranéen et de l'effondrement des monarchies hellénistiques. En 133 av. J.-C., le royaume attalide disparaît à la mort de son dernier roi, qui lègue son territoire à Rome.

#### Époque romaine

##### Les guerres de Mithridate

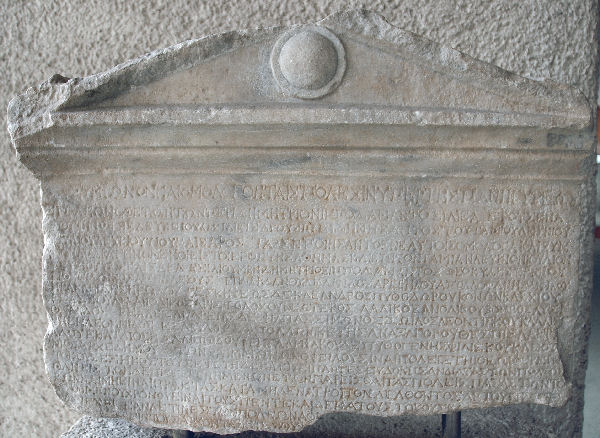
Troie - décret sur stèle de marbre (77 avJC) relatif à l'organisation de fêtes. Musée Archéologique d'Istanbul.

Au début du Ier siècle av. J.-C., la région est sujette à une forte instabilité, du fait des guerres mithridatiques qui opposent Rome à Mithridate VI Eupator pour le contrôle de l'Anatolie.
En 85 av. J.-C., Caius Flavius Fimbria, un fidèle partisan de Marius, est envoyé en Asie comme lieutenant du consul Lucius Valerius Flaccus (consul en 86 av. J.-C.), il laissa ses soldats piller les territoires des alliés de Rome. Réprimandé puis congédié par le consul, il soulève l'armée à Byzance et fait périr le magistrat envoyé pour le remplacer. Il chasse Mithridate VI de Pergame et parcourt l'Asie Mineure. Il incendie Ilion, qui s'était mise sous la protection de Sylla, au terme d'un siège de onze jours et massacre une partie de ses habitants. Assiégé lui-même à Pergame par Sylla, il est réduit à se donner la mort en 84 av. J.-C.. Après sa victoire, Sylla récompense Ilion pour sa loyauté et instaure des revenus et des bénéfices fiscaux afin de financer la reconstruction de la cité. Ilion remercie Sylla en créant un nouveau calendrier civique, dont l'an I commence en 85 av. J.-C., comme l'atteste une inscription découverte sur l'acropole. Malgré ces aides, les finances de la cité restent fragiles tout au long du siècle ; en plus de subir les différentes pressions fiscales, elle fait face à de nombreux raids des pirates égéens, notamment en 80 av. J.-C.
Dans les années 80 av. J.-C., les publicains romains accaparent illégalement de nombreux impôts sur les biens du sanctuaire d'Athéna Ilias. La cité est donc contrainte de faire appel, en 77 av. J.-C., à Lucius Julius César, consul en 64 av. J.-C. ; ce dernier est alors questeur de la province romaine d'Asie, probablement sous la direction de Marcus Terentius Varron. La même année, Ilion et les autres cités du koinon se retrouvent dans l'impossibilité de financer les fêtes annuelles du koinon d'Athéna Ilias. L. Julius César est de nouveau obligé d'intervenir et d'arbitrer en réduisant l'ampleur du festival afin d'en diminuer le poids financier.
En 74 av. J.-C., les habitants d'Ilion manifestent à nouveau leur loyauté envers Rome en se rangeant aux côtés du général Lucullus lors de sa campagne contre Mithridate VI. À la suite de la défaite finale de Mithridate contre Pompée en 63-62 av. J.-C., ce dernier récompense la cité en s'instaurant lui-même patron et bienfaiteur d'Ilion et patron du sanctuaire d'Athéna Ilias.

##### Les guerres civiles romaines
En 48 av. J.-C., Jules César accorde de nouveaux bénéfices à la cité, en souvenir de sa fidélité pendant les guerres mithridatiques et des liens étroits qui unissaient la cité à son cousin éloigné, Lucius. César prétendait par ailleurs que la gens Julia puisait ses origines ancestrales dans le sang troyen, puisque issue de Iule / Ascagne, fils d'Énée, et descendant ainsi directement de Vénus / Aphrodite : il était ainsi un lointain descendant des troyens, et montrait à l'occasion sa sympathie pour les descendants des personnages de l'épopée homérique. Le passage dans la région des armées des césaricides puis de celles de Marc-Antoine est synonyme de lourdes taxations et prélèvements sur les cités de Troade.

##### Auguste et les Julio-claudiens
En 20 av. J.-C., Auguste, le vainqueur des guerres civiles et fils adoptif de César et donc lui aussi inscrit dans la lignée légendaire d'Énée le Troyen, visite Ilion et séjourne dans la maison d'un des principaux notables de la cité, Mélanippidès, fils d'Euthydikos,. À l'occasion de sa visite, il finance la restauration et la reconstruction du sanctuaire d'Athéna Ilias, du bouleutérion, et du théâtre. Les travaux du théâtre sont achevés en 12-11 av. J.-C., et Mélanippidès dédie une statue d'Auguste dans le théâtre en remerciement pour ses largesses. Il fonde aussi, en Troade, la seule colonie augustéenne d'Asie : Alexandria Troas, tous près de Troie. Un certain Hipparchos offrit aussi une statue d'Auguste à la cité, comme en témoigne une dédicace découverte sur le site. Les monnaies d'Ilion de l'époque célèbrent alors régulièrement l'appartenance de l'empereur à l'antique famille des Iulii et donc à la descendance des Troyens.

##### Les Flaviens et les Antonins

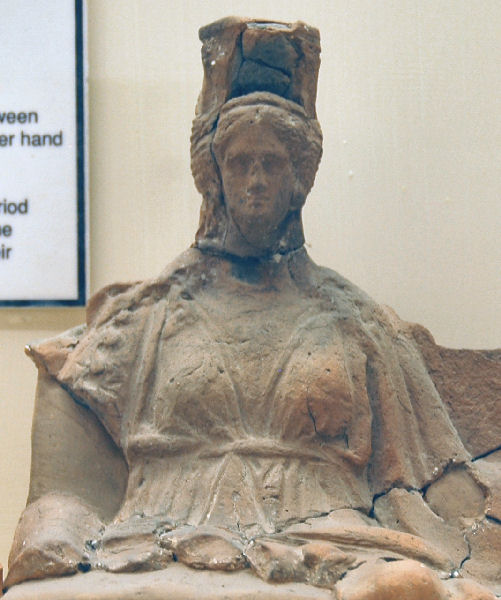
Troie - Statue de Cybèle, époque impériale (Musée archéologique d'Istanbul).

La mort de Néron en 68 signe l'extinction de la lignée julio-claudienne. Les empereurs qui se hissent au pouvoir sont désormais d'une autre gens que celle des Iulii et, de ce fait, n'ont plus de lien de parenté officielle avec Troie. Cependant, les liens étroits noués entre le pouvoir impérial et la cité demeurent.
Les Flaviens font l'objet d'une attention particulière de la part des notables de la cité et des statues leur sont élevées. Des monnaies sont frappées, représentant Vespasien (au droit) et Titus et Domitien (au revers), ces derniers encadrent le Palladium, symbole des origines de Troie, en reprenant un ancien modèle de monnaie adopté sous Caligula qui faisait figurer l'allégorie de Rome et du Sénat autour du Palladium. De l'époque de Vespasien datent aussi les monnaies figurant la fuite d'Énée de Troie avec Anchise et Ascagne.
Le dernier tiers du Ier siècle et le début de l'époque antonine sont marqués par une profonde réhabilitation des monuments de la cité : rénovations de l'agora, du sanctuaire d'Athéna Ilias, de la ville basse, du théâtre. Cette vaste opération, qui s'étend sur un demi-siècle, marque la fin d'une période de plus de deux siècles de difficultés économiques et permet à la cité de renouer avec son faste des époques séleucide et attalide. Le IIe siècle est une période de prospérité, marquée par une politique édilitaire qui finance de nouveaux édifices publics, rénove les sanctuaires et les lieux de spectacle.
Sous les Flaviens, le théâtre d'Ilion est doté de sa première skènè en pierre, dont il subsiste plusieurs chapiteaux corinthiens (ces derniers suggèrent une élévation proche du théâtre d'Aspendos ou de la bibliothèque d'Éphèse). Les gradins du théâtre sont répartis en sections rattachées à chacune des subdivisions du corps civique d'Ilion ; elles portent les noms des héros de la guerre de Troie (Alexandre, Déiphobe, Panthoos, , etc.). Les temples des sanctuaires de l'acropole et de la ville basse sont profondément remaniés, avec le rehaussement du terrain, la mise en place de nouveaux autels et de nouveaux temples. De nombreuses terres cuites votives représentant Cybèle, découvertes dans la ville basse, suggèrent qu'une partie au moins du sanctuaire lui était dédiée.
La cité semble avoir subi deux tremblements de terre majeurs, tout d'abord en 93, par un séisme de 4,5 (sur l'échelle de Richter) provoquant l'effondrement de nombreuses maisons, puis au début du IIe siècle (105, 120 ou 128). À la suite de ces destructions, le plan des rues est révisé et les maisons sont alignées sur la nouvelle trame urbaine.
Le règne d'Hadrien est marqué par la construction d'un odéon (une statue de l'empereur y a été découverte) sur le côté ouest de l'agora, ainsi qu'un complexe alliant thermes et gymnase, alimenté par un aqueduc acheminant l'eau depuis le mont Ida (depuis la zone des villages de Salihler et de Çamlı à environ 20–25 km de Troie). L'empereur, au cours de son voyage de l'an 124, visite par ailleurs la Troade. Il s'agit alors du premier passage d'un membre de la famille impériale dans la région depuis le passage de Germanicus en route pour la Syrie. Selon Pausanias et Philostrate, la tombe du héros Ajax, près des Dardanelles, était alors dans un piteux état. Hadrien finance la construction d'un nouveau tumulus à un kilomètre d'Ilion ; l'ensemble fait 27 mètres de diamètre pour une dizaine de haut. Les ruines de ce tombeau (herôon) sont encore visibles aujourd'hui. Les monnaies d'Ilion de l'époque d'Hadrien font souvent figurer Hector, Énée fuyant avec Anchise et Ascagne, ainsi que Ganymède.

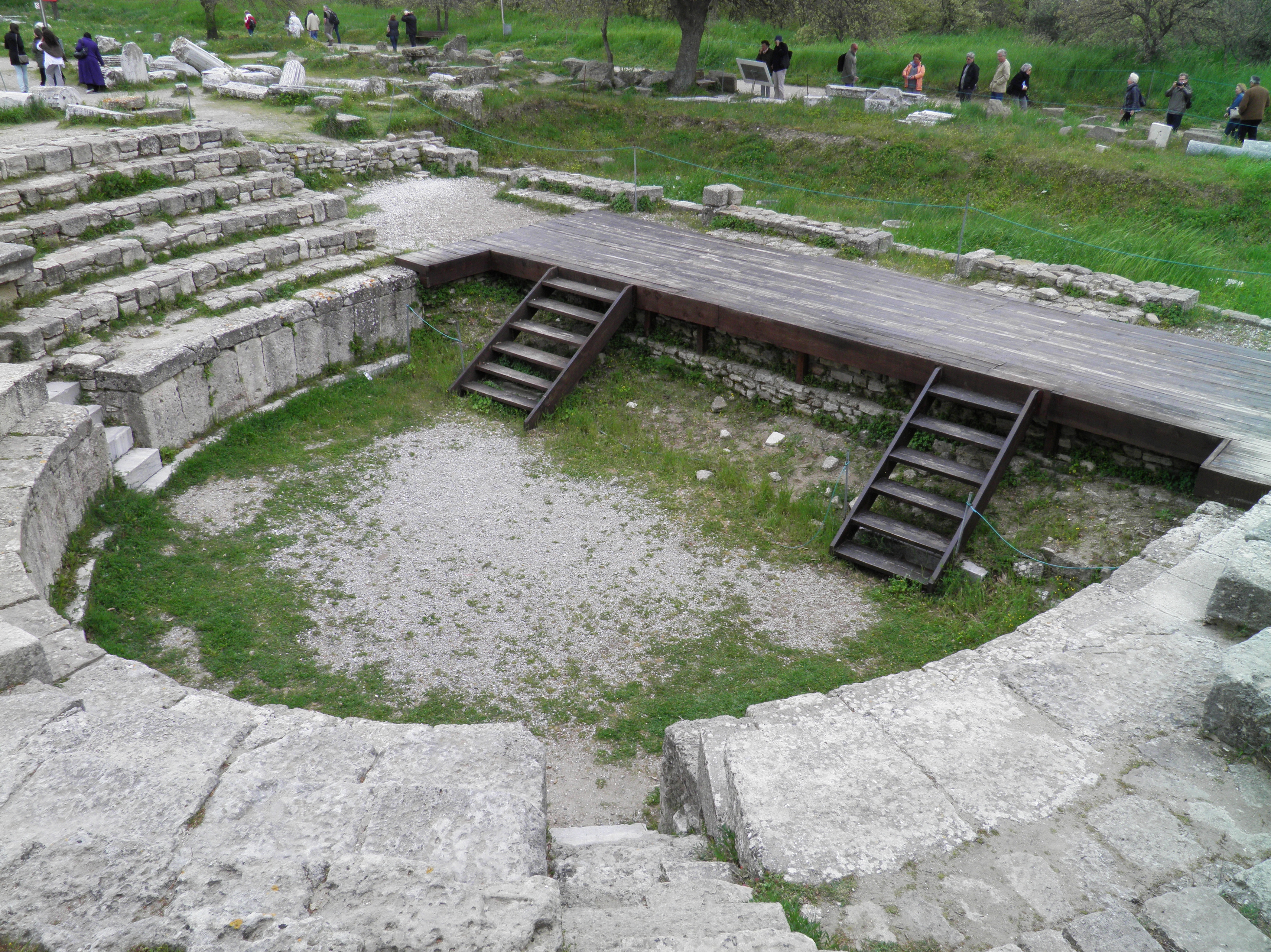
L'odéon d'Ilion, construit par Auguste et rénové par Hadrien en 124.
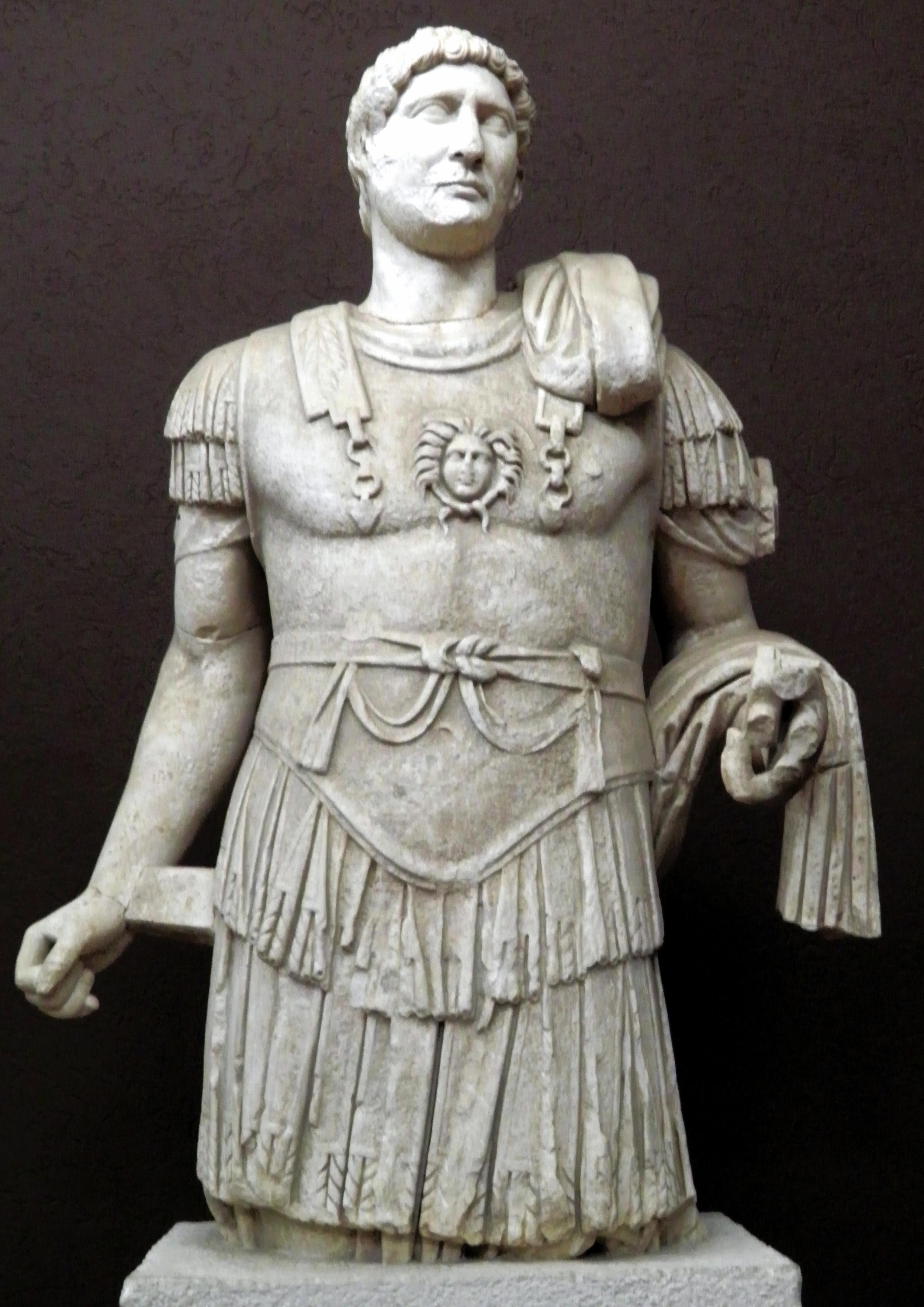
Statue d'Hadrien (découverte dans l'odéon) offerte par les habitants de Troie pour célébrer le passage de l'empereur dans la cité.
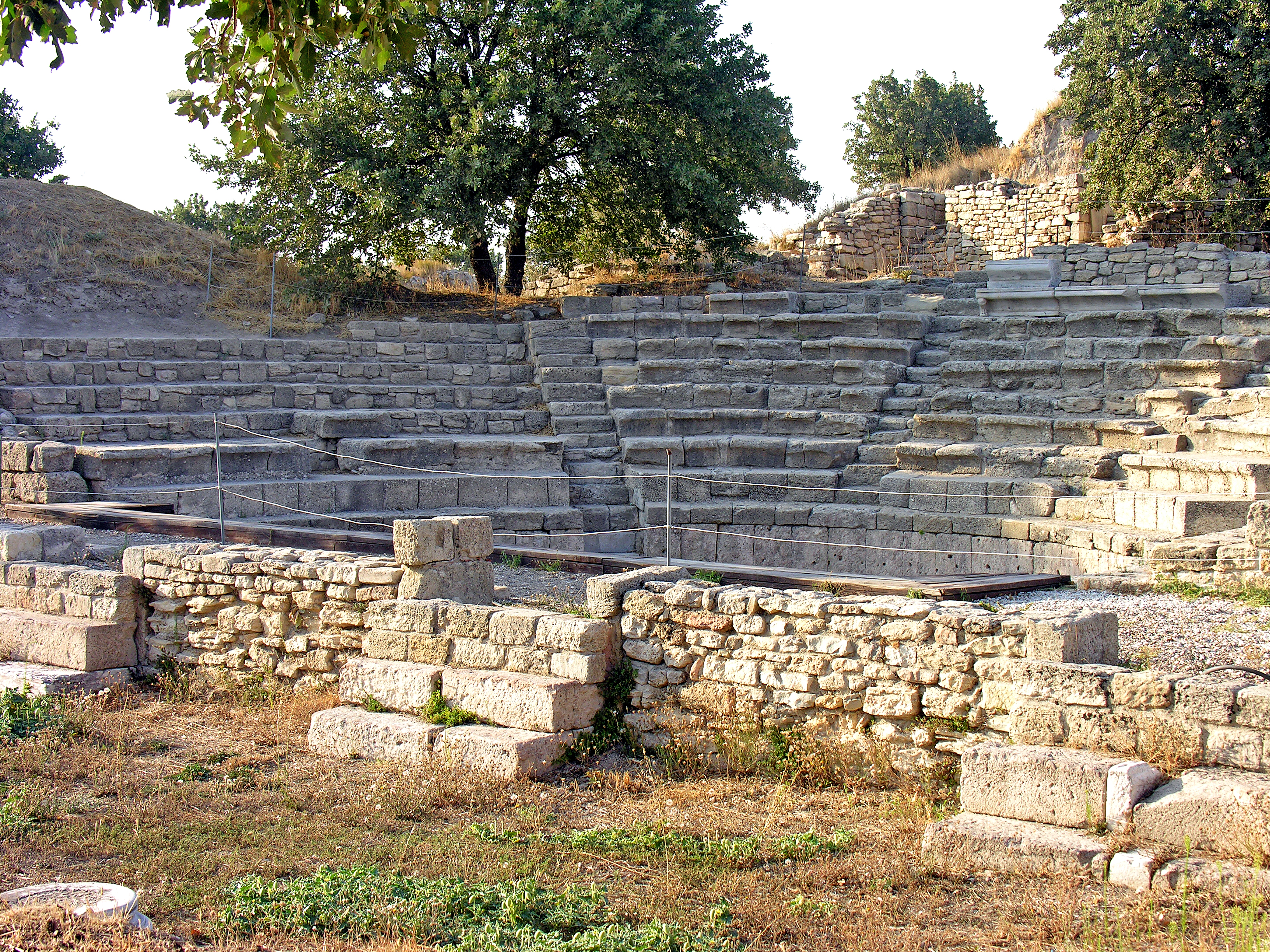
Les gradins de l'odéon.
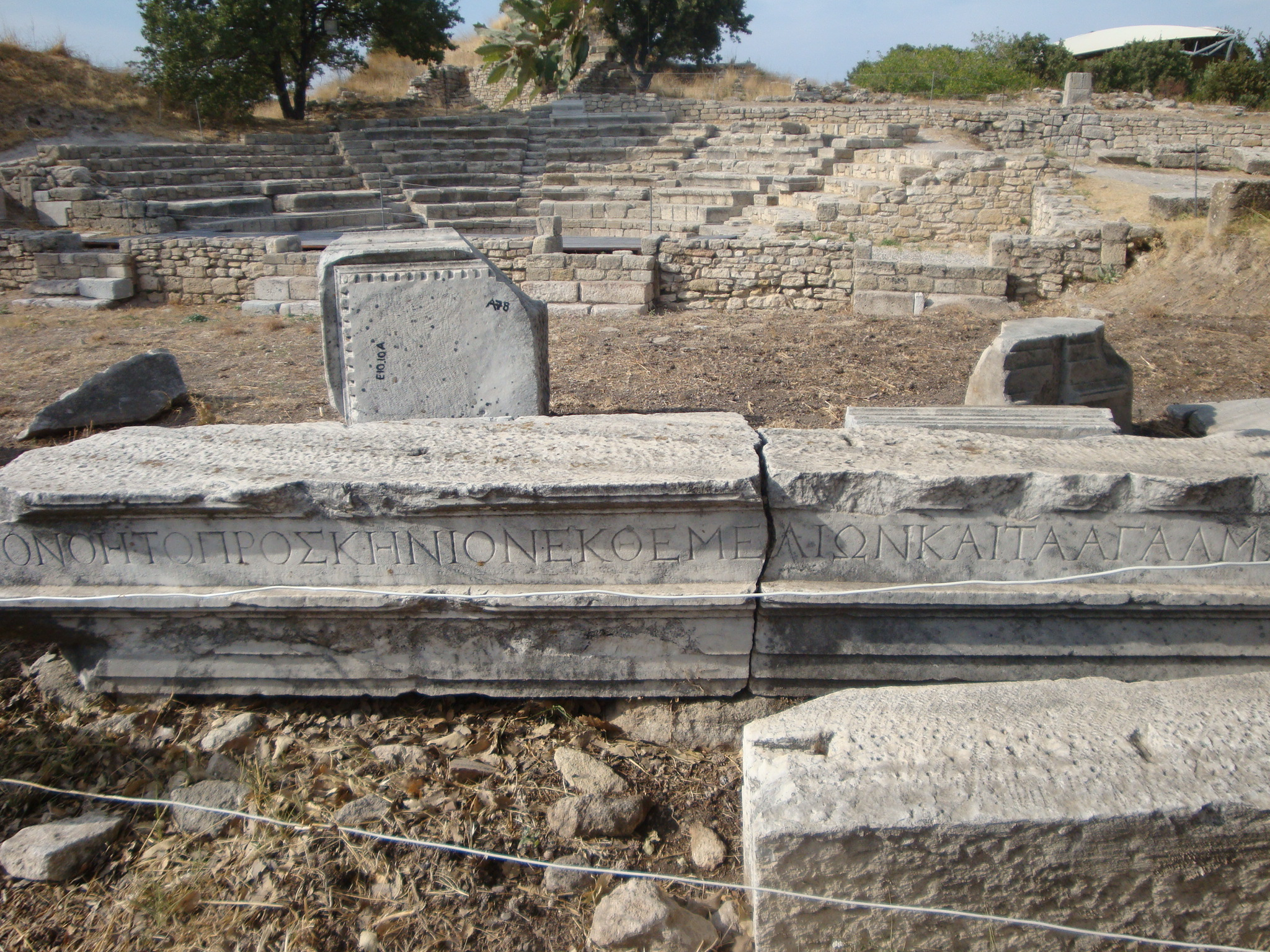
Inscription mentionnant la construction du proskenion de l'odéon.
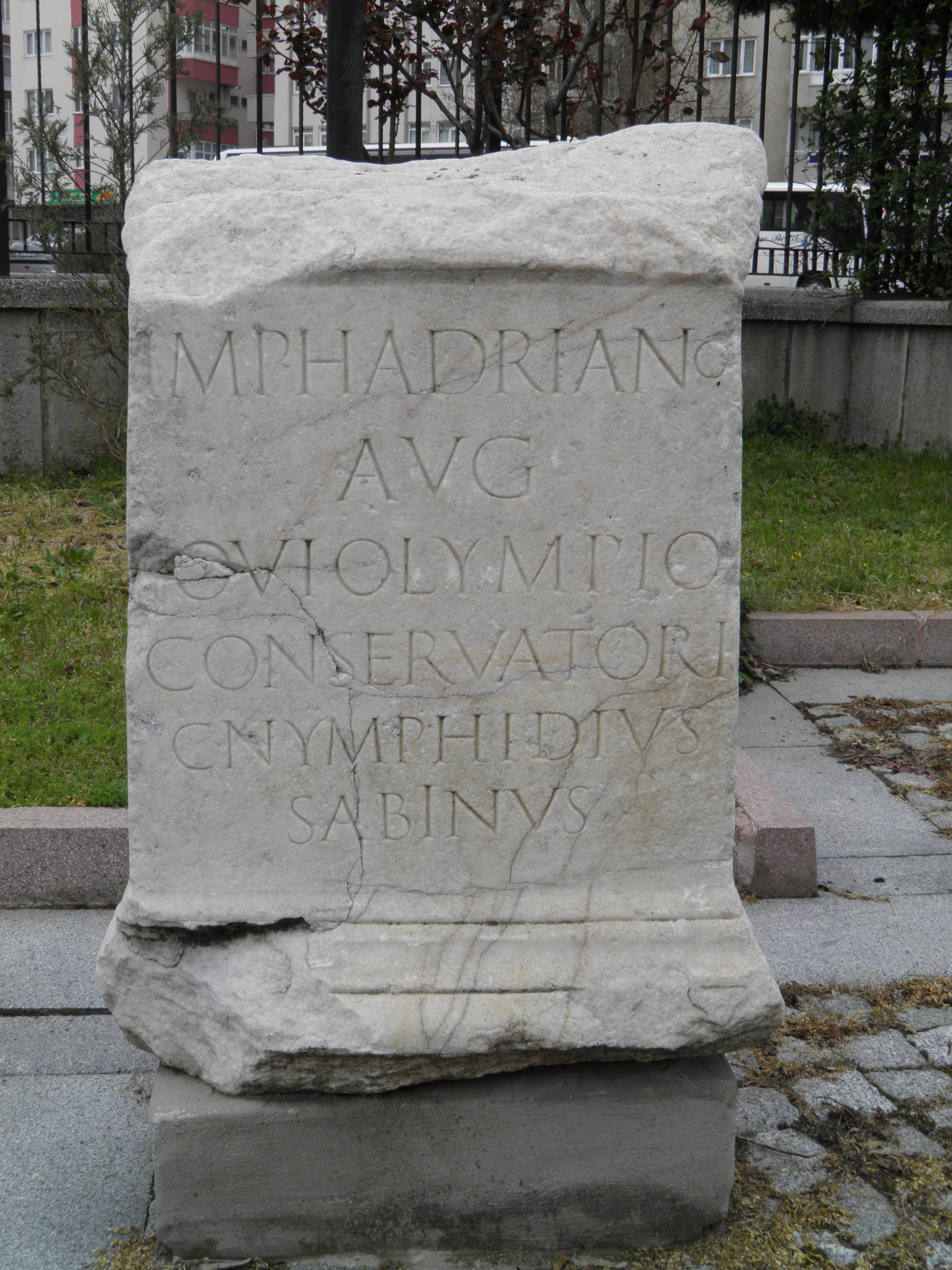
Inscription mentionnant l'empereur Hadrien.
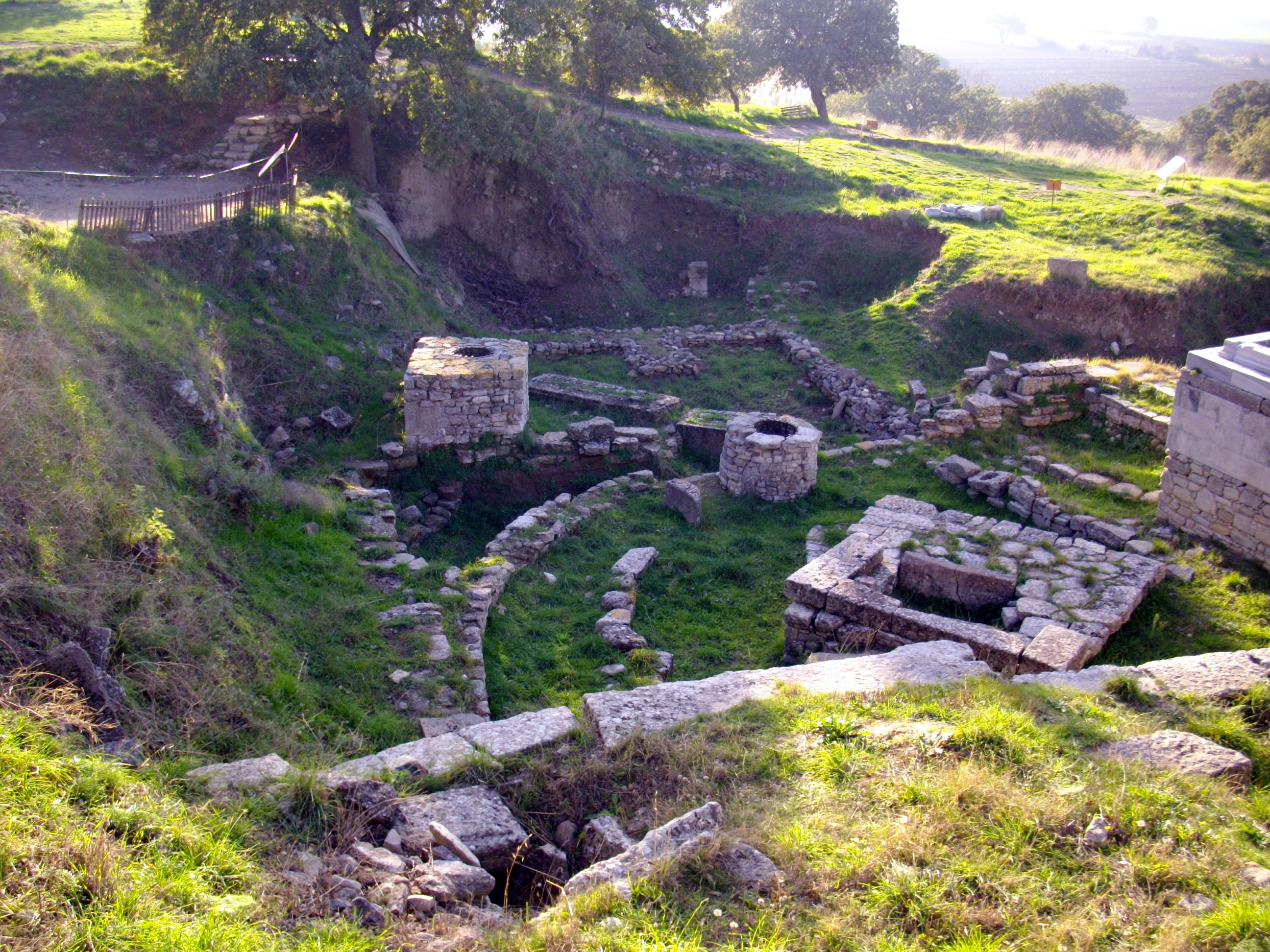
Vue des vestiges de l'un des sanctuaires d'époque romaine.

Sous Marc Aurèle, Hector, Ganymède et Énée prédominent toujours dans l'iconographie des émissions monétaires troyennes. Priam est ajouté à ce répertoire sous Commode. Les monnaies connaissent à l'époque une augmentation de leur diamètre, ce qui est interprété comme la conséquence d'un « tourisme mémoriel » à Ilion. Les visiteurs rapportaient ainsi des monnaies ou des médaillons (utilisés par les guides pour illustrer les épisodes de la guerre de Troie aux curieux de passage). De cette époque date l'érection de nombreuses statues dont les bases et leurs inscriptions sont conservées : Énée, Ajax, Hector, Priam.

##### Les Sévères

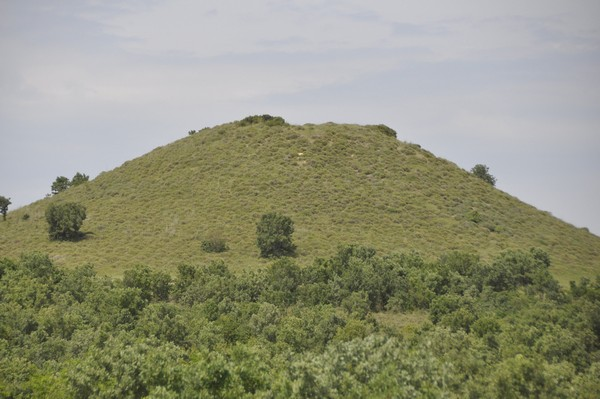
Troie - Tumulus d'Uvecik (214), érigé par Caracalla pour les funérailles de son affranchi Festus.

Les années 200-230 sont parmi les plus prospères. De grandes monnaies commémoratives de la guerre de Troie sont émises, représentant de nombreux épisodes de la légende troyenne : la construction des remparts de Troie par Apollon et Poséidon, Héraclès et Hésione, Anchise et Aphrodite, la mort de Patrocle. Athéna Ilias est toujours bien présente, accompagnée d'Hector et d'Ilos qui sacrifient pour elle. Les monnaies figurant Énée disparaissent.
Caracalla visite la Troade en 214. Une monnaie commémorative est d'ailleurs émise pour l'occasion ; elle représente l'empereur cuirassé portant une Victoire ailée pour annoncer sa victoire sur les Parthes. Dion Cassius et Hérodien relatent l'arrivée de Caracalla à Ilion : l'événement imite la venue d'Alexandre le Grand, 550 ans auparavant. L'empereur est représenté revêtu d'une tunique macédonienne, accompagné d'une phalange macédonienne portant des sarisses et dont les officiers sont renommés du nom des généraux macédoniens de l'époque d'Alexandre. Caracalla procède à des sacrifices et libations en l'honneur d'Achille, décore son tombeau, et fait se tenir des jeux hippiques en l'honneur des compagnons du héros. Il offre une statue d'Achille en bronze à la cité (probablement mentionnée et décrite dans une lettre de l'empereur Julien l'Apostat lors de sa visite à Ilion en 354). Selon Hérodien, Caracalla fait aussi construire un grand tumulus de 70 m de diamètre à 7 km de Troie (au lieu-dit actuel Üveciktepe), en hommage à son affranchi Festus, brûlé dans un immense bûcher funéraire. Caracalla rejouait ainsi le deuil d'Achille après la mort de Patrocle.
Dans les années 230, le site d'Ilion subit d'importants dégâts, probablement causés par un nouveau séisme. De nombreuses maisons s'écroulent (de larges fosses de dépotoir de matériaux de construction sont attestées à de nombreux endroits dans la ville basse). La reconstruction est rapide et la cité atteint son extension maximale. Les routes de la région sont restaurées par Gordien III. L'activité artisanale déborde alors largement des quartiers d'habitation et occupe les environs du théâtre où de grands fours de potiers ont été découverts.

#### Antiquité tardive

##### Pendant la «crise duIIIesiècle»
Pendant la « crise du IIIe siècle », Ilion fait partie des cités mises à sac par le raid gothique de 262 ; les traces de cette attaque sont manifestes dans les niveaux archéologiques de la cité : incendies et destruction émaillent l'essentiel du tissu urbain de la ville. La ville n'est que peu ou pas reconstruite, et amorce alors un déclin continu, jusqu'aux années 350. Les thermes sont probablement squattés opportunément par des habitants, qui y déposent notamment un trésor monétaire de 218 antoniniens. Les festivités panathénaïques de la cité sont alors intermittentes, si ce n'est totalement interrompues. L'élévation de Cyzique comme nouveau chef-lieu de Phrygie et de Troade après les réformes de Dioclétien déplace sensiblement le centre de gravité du commerce, Ilion étant de plus en plus écartée de celui-ci. Les tétrarques de la fin du IIIe siècle n'oublient pas cependant Troie : ils y offrent une statue de Zeus et une statue d'Asclépios.

##### Époque constantinienne et christianisation
Constantin visite la région au début du IVe siècle et envisage un temps de faire de Troie ou de Cyzique la nouvelle capitale orientale de l'Empire. Il préfère finalement une installation sur le Bosphore, sur les lieux de la future Constantinople. Selon Zosime, il avait même lancé la construction de remparts enveloppant le tombeau d'Achille avant de se résigner. Ilion offre une statue au fils de Constantin, Constantin II, une des dernières documentées par l'épigraphie de la cité, avec celle de Julien l'Apostat qui visite les lieux en 354 et qui y fait restaurer le temple d'Athéna, comme en témoigne une inscription en lettres de bronze (perdues par le temps) sur un bloc d'entablement de l'édifice. De cette époque date un léger refleurissement économique de la cité, qui accueille un atelier de travail du verre dans la ville basse. Certaines des maisons de l'époque donnent à voir des mosaïques de grande dimension et de belle facture.
Au cours de la christianisation de l'Empire romain, Troie devient un évêché suffragant (au moins jusqu'au IXe siècle). Cet évêché fait partie de l'archidiocèse de Cyzique, sous l'autorité du patriarcat de Constantinople. Plusieurs évêques d'Ilion sont connus par les sources antiques :
- Orion, qui participe au premier concile de Nicée en 325 ;
- Leucade, membre de la mouvance arianiste, quittant le concile de Sardique et le concile de Philippopolis en 344 pour fonder leur propre synode ;
- Théosèbe, qui participe au concile de Chalcédoine en 451 ;
- Yohannes, qui participe au deuxième concile de Constantinople en 553 ;
- Nicétas, qui participe au deuxième concile de Nicée en 787 ;
- George, qui participe au troisième concile de Constantinople en 869-870, qui condamna le patriarche Photios de Constantinople.

##### Abandon progressif
Une église est construite dans la ville basse au Ve siècle, l'agora et l'acropole perdent progressivement leurs fonctions, remplacées par des nécropoles et désertées des commerces et artisanats qui se concentrent dans la ville basse. Peu après 500, la cité est frappée par deux puissants séismes, consacrant son abandon presque total. Seules quelques monnaies témoignent d'une occupation sous Justinien, Justin Ier, Tibère II et Héraclius.

#### Monnayage d'Ilion
En tant que cité, Ilion / Ilium fait partie d'une confédération, le koinon d'Athéna Ilias, rassemblant un certain nombre de cités grecques de Troade. Elle bat sa propre monnaie au cours de l'époque hellénistique (à partir de la fin du IVe siècle av. J.-C.) et de l'époque romaine. Ces monnaies comportent pour certaines des références directes aux épopées homériques et aux personnages de la guerre de Troie, ainsi qu'aux divinités tutélaires de Troie (Athéna Ilias, notamment, est fréquemment présente sur les revers, une lance sur l'épaule). Son monnayage perdure à l'époque impériale, jusque dans les années 260 apr. J.-C., soit près de cinq siècles de monnayage autonome.

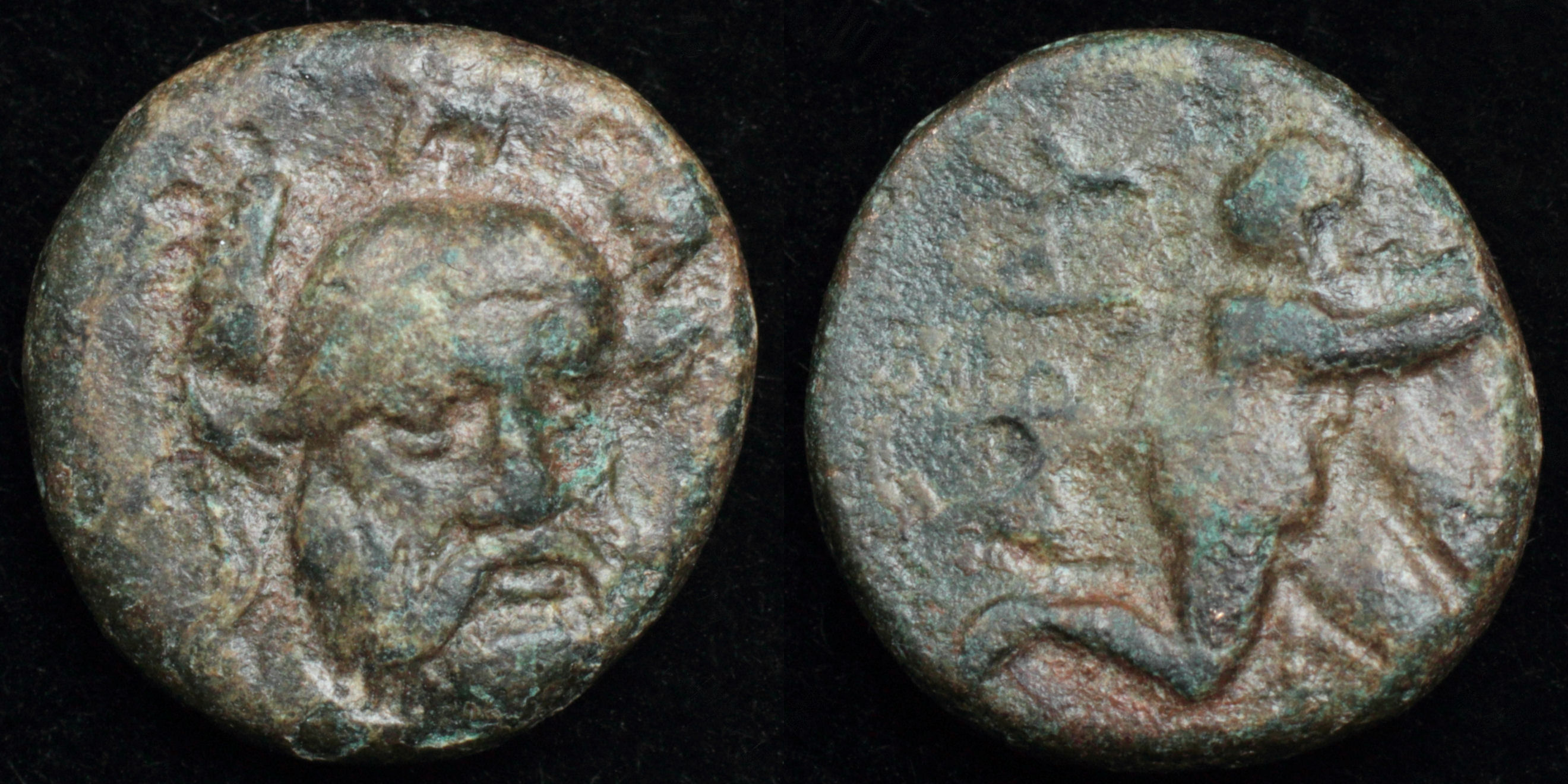
Monnaie de bronze de la cité d'Ophrynéion en Troade, considérée par les mythographes antiques comme le lieu de la tombe d'Hector (350-300 av. J.-C.).
Monnaie d'Ilion en bronze, vers 240 av. J.-C.
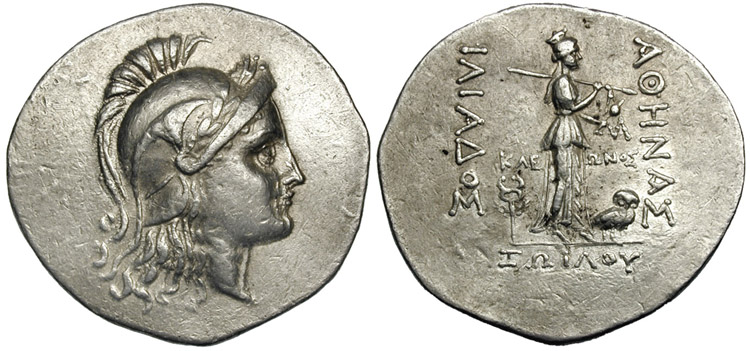
Tétradrachme d'argent du koinon d'Athéna Ilias, frappée sous l'autorité de Zoilos fils de Kleon, présidant le collège des agonothetes (vers 165–150 av. J.-C.) - légende du revers : ΑΘΗΝΑΣ ΙΛΙΑΔΟΣ, ΚΛΕΩΝΟΣ ΖΩΙΛΟΥ.
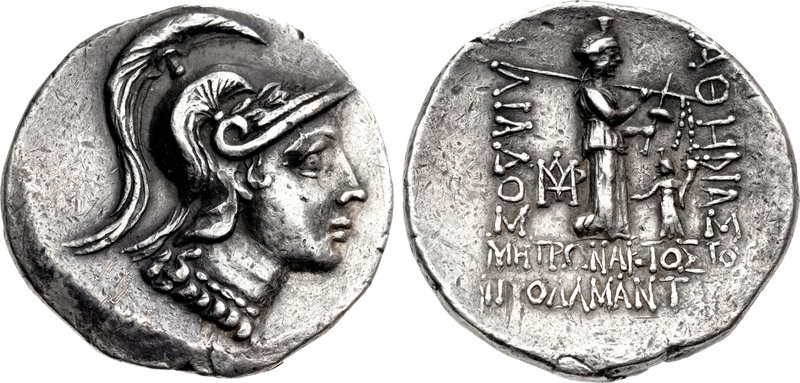
Tétradrachme d'Ilion de l'époque des guerres mithridatiques.
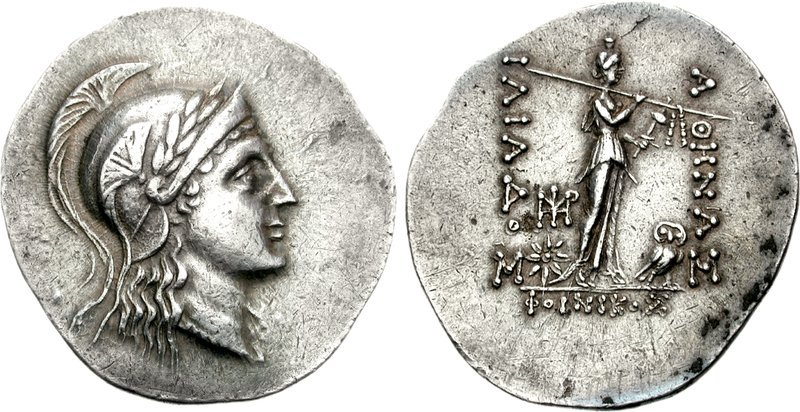
Tétradrachme d'argent d'Ilion (IIe siècle av. J.-C.)
Monnaie de bronze d'Ilion (IIe et Ier siècles av. J.-C.).
Monnaie de bronze d'Ilion (IIe et Ier siècles av. J.-C.).
Monnaie de bronze d'Ilion émise sous Caligula (37-41).
Monnaie de bronze d'Ilion émise sous Vespasien (69-79).
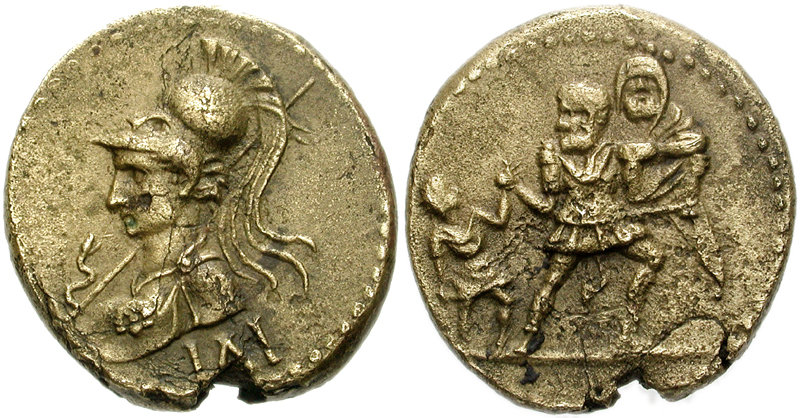
Monnaie de bronze d'Ilion (émise sous Vespasien). Au revers, la fuite d'Énée portant Anchise et tenant Ascagne par la main.
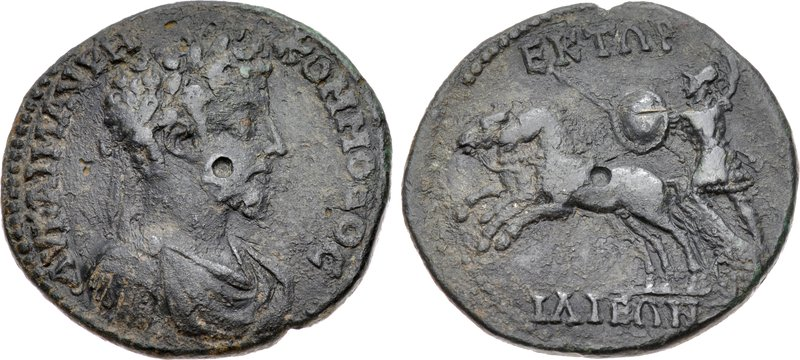
Monnaie de bronze d'Ilium, colonie romaine fondée à l'emplacement de Troie. Frappée sous Commode (règne : 180 à 192). Au revers, la légende EKTΩP (Hector) désigne le guerrier représenté au centre de la monnaie, conduisant un bige. Sous le char, on trouve la légende ΙΛΙΕΩΝ (« Les citoyens d'Ilium »).
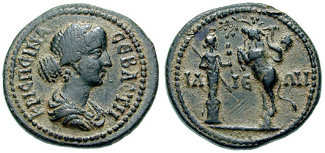
Monnaie de bronze d'Ilium, représentant Crispine, épouse de l'empereur Commode. Au revers, Ilos sacrifie un taureau devant Athéna Ilias. La légende IΛΙΕΩΝ (« Les citoyens d'Ilium ») traverse le revers au centre.

### Reconstitutions du site de Troie
Troie a fait l'objet de nombreuses reconstitutions, plus ou moins conformes aux découvertes archéologiques effectuées à Hissarlik depuis le XIXe siècle ; ces reconstitutions concernent surtout les éléments de l'acropole, centre palatial de l'âge du Bronze, des phases Troie VI et Troie VII.

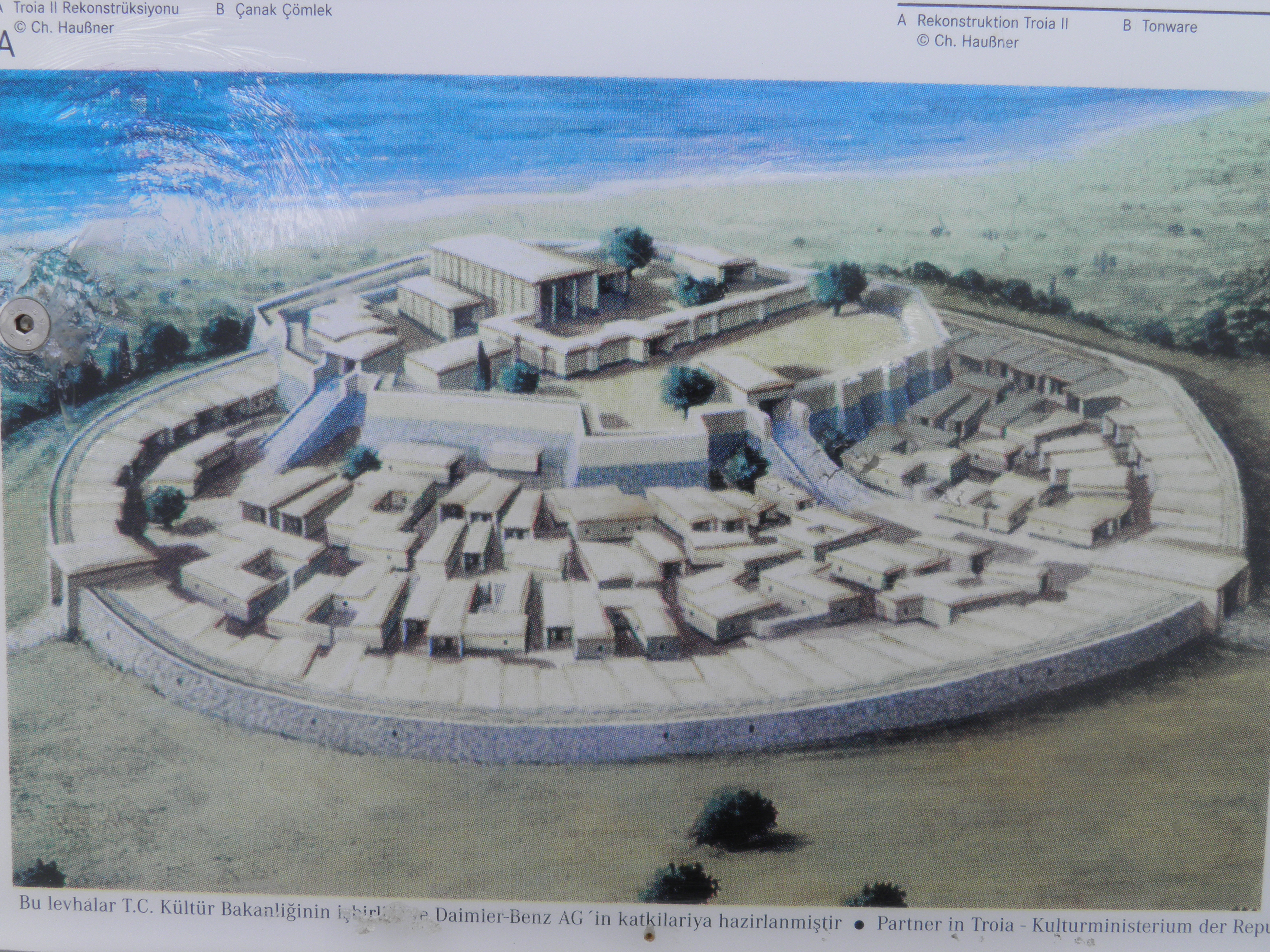
Reconstitution de l'acropole lors de la phase Troie II.
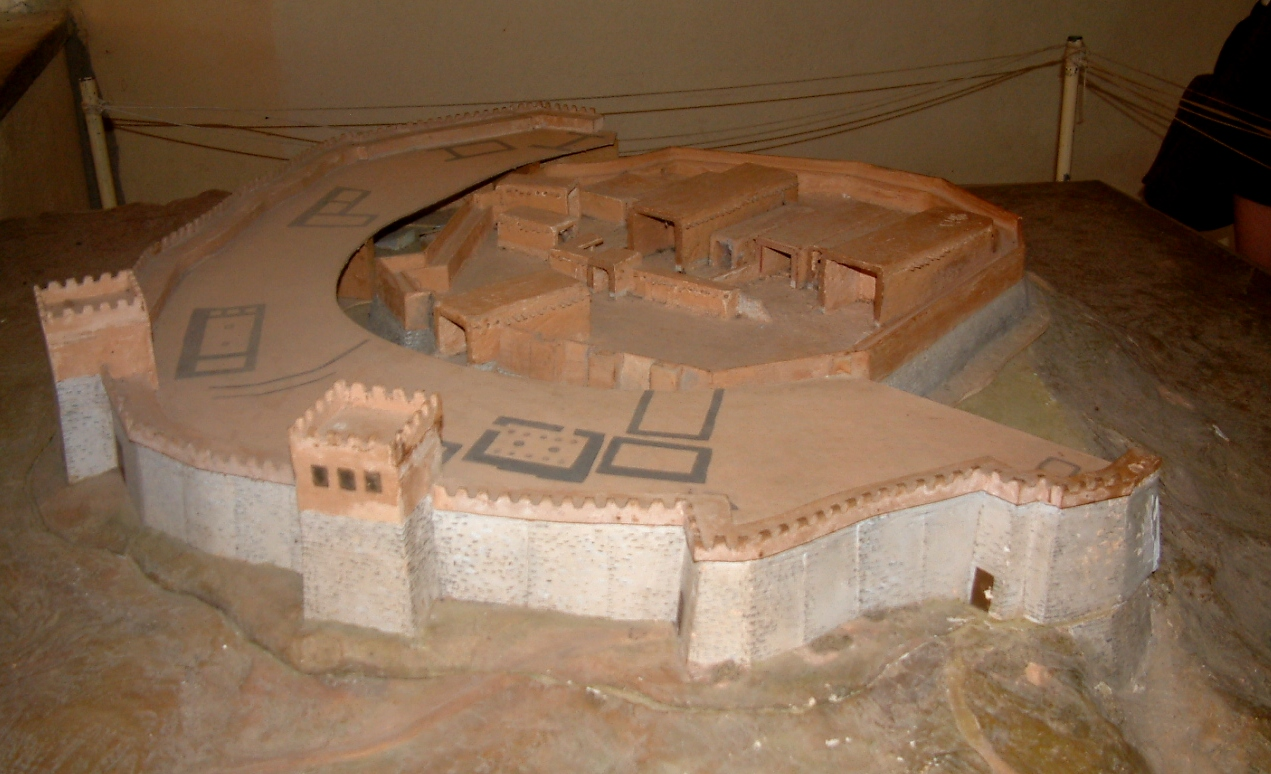
Maquette simultanée de la citadelle de Troie II et de Troie VI.
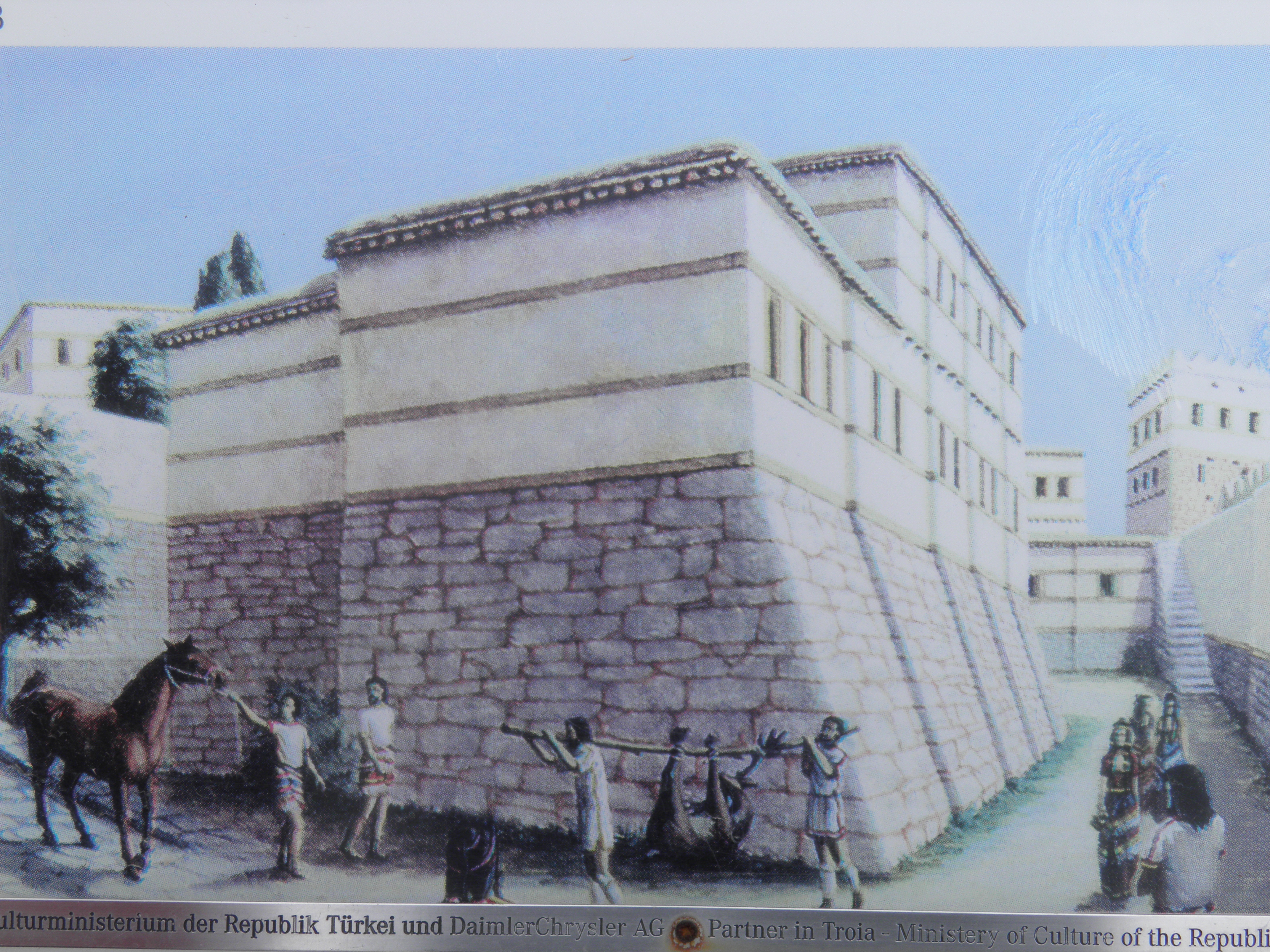
Reconstitution d'une des maisons du quartier palatial de Troie VI.

### Arts

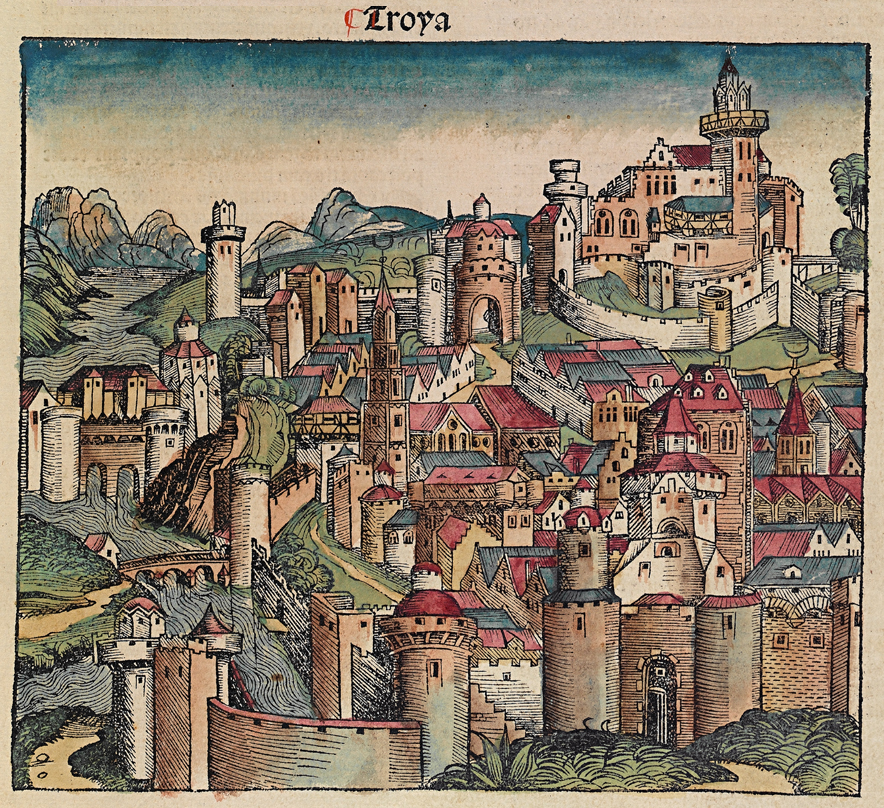
La Troie imaginaire des Chroniques de Nuremberg.
Gravure sur bois (1493).

## Troie dans les arts

### Littérature
- García Esperón, Le Disque de Troie, roman, Mexique, 2006 Relate la fondation de Troie par Escamandro et Teucro, le royaume de Dardane et la constitution du Palladion comme objet sacré.

### Cinéma et télévision
- 1910 : La Chute de Troie, film muet italien de Giovanni Pastrone sorti en 1910
- 1924 : Hélène de Troie, film allemand de Manfred Noa sorti en 1924
- 1956 : Hélène de Troie, film américain de Robert Wise sorti en 1956
- 1961 : La Guerre de Troie, film franco-italien de Giorgio Ferroni sorti en 1961
- 1995 : Xena, la guerrière, S1E12 - Méfie-toi des Grecs
- 2003 : Hélène de Troie, film américain de John Kent Harrison sorti en 2003
- 2004 : Troie, film américain de Wolfgang Petersen Relate la guerre de Troie depuis l'enlèvement d'Hélène à la mort d'Achille.
- 2007 : Troie, la cité du trésor perdu (Der geheimnisvolle Schatz von Troja) de Dror Zahavi, film télévisé en deux parties de Teamworx, avec Heino Ferch dans le rôle de l'archéologue Heinrich Schliemann Raconte les recherches de la ville de Troie, la découverte du trésor de Priam et la réalisation de sa vision de la vie.
- 2018 : Troie : La Chute d'une cité, mini-série britanno-américaine de David Farr, composée de 8 épisodes diffusés en 2018 sur BBC one et Netflix

### Théâtre & Musique Opéra
- 1452 : La Destruction de Troie la grande, mystère de Jacques Milet.
- 1609 : Troïlus et Cressida, tragédie de William Shakespeare.
- 1640 : Il ritorno d'Ulisse in patria (Le Retour d'Ulysse dans sa Patrie), opéra de Claudio Monteverdi.
- 1770 : Mitridate, re di Ponto, opéra de Wolfgang Amadeus Mozart.
- 1774 : Iphigénie en Aulide, opéra de Christoph Willibald Gluck.
- 1778-1779 : Iphigénie en Tauride, opéra de Christoph Willibald Gluck.
- 1856-1858 : Les Troyens, opéra de Hector Berlioz.
- 1864 : La Belle Hélène, opéra bouffe de Jacques Offenbach.
- 1909 : Elektra, opéra de Richard Strauss.
- 1913 : Pénélope, opéra de Gabriel Fauré.
- 1935 : La guerre de Troie n'aura pas lieu, pièce en deux actes de Jean Giraudoux.
- 1952 : Troilus and Cressida, opéra de William Walton.
- 1962 : King Priam, opéra de Michael Tippett.